# Palazzo di San Clemente

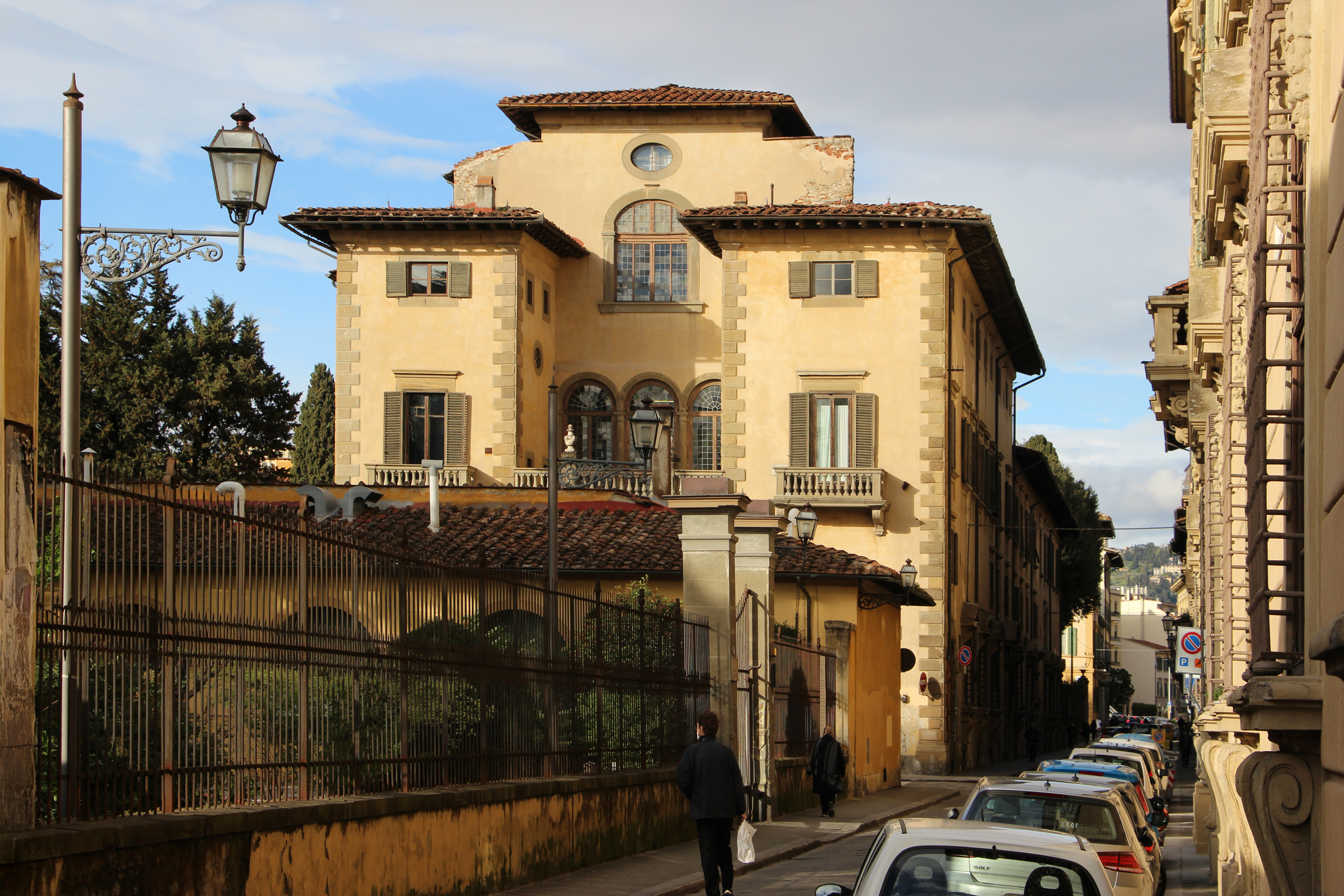
Palazzo di San Clemente.

O Palazzo di San Clemente (também conhecido como Casino Guadagni ou Palazzo del Pretendente) é um palácio de Florença situado no nº 2 da Via Micheli, esquina com a Via Gino Capponi.

## História

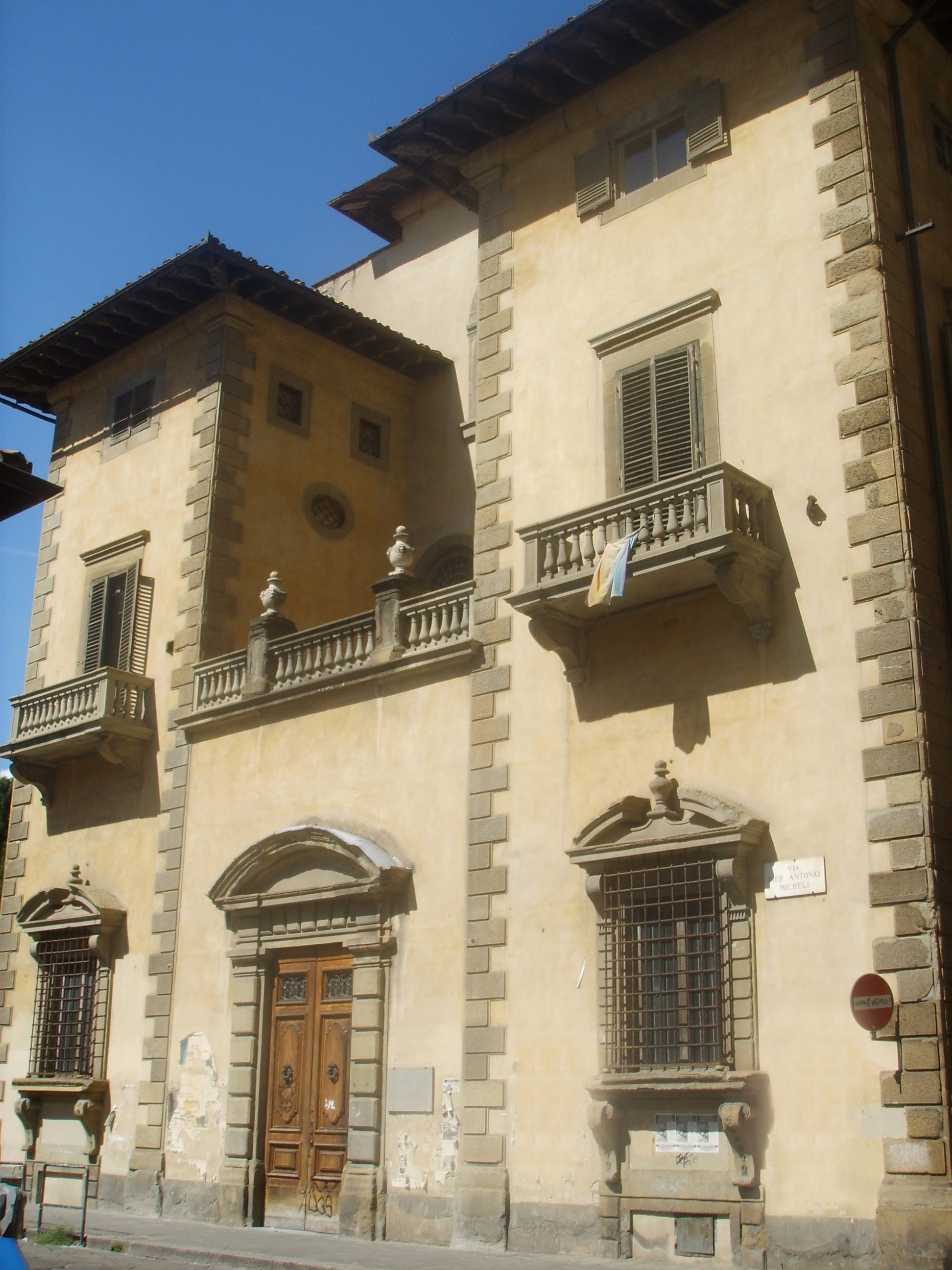
Fachada do Palazzo di San Clemente.

Na actual Via Gino Capponi existia um pequeno edifício, assinalado por uma planta de Buonsignori datada de 1584, que foi adquirido e ampliado por dom Luís de Toledo, irmão da grã-duquesa Leonor de Toledo. Vasari fala do palácio em Le Vite a propósito de Jacopo Sansovino.
A propriedade passou, em 1634, para os Guadagni, família que encarregou o arquitecto Gherardo Silvani, em 1644, de reprojectar o edifício e o jardim. Deste modo, a construção assumiu características tanto de palácio citadino como de villa suburbana, obedecendo a uma nova tipologia estrutural, então em grande moda, chamada de Casini (plural de casino). Um casino era, de facto, uma villa na cidade: não dispunha dum andar nobre (piano nobile) como os palácio urbanos, mas a vida familiar tinha lugar principalmente no piso térreo, em estreito contacto com o jardim, um espaço que se torna num elemento essencial neste tipo de habitação.
Silvani caracterizou de modo particular o lado sul do edifício, o qual apresenta uma sequência perspectiva de volumes, com um terraço em reentrância absolutamente singular e o prolongamento de um piso do corpo central, quase a formar uma torreta, o que faz com que o conjunto crie um jogo cenográfico (a solução também se reproduz, embora em menor escala, no lado norte, voltado ao jardim). No lado oeste do parque existe ainda uma grande loggia realizada naqueles anos, a qual "filtrava" a passagem do edifício para o jardim. Porém, a área verde era muito mais vasta que hoje, tendo sido redimensionada várias vezes ao longo do século XIX devido à abertura de novas ruas e à construção de outros edifícios.

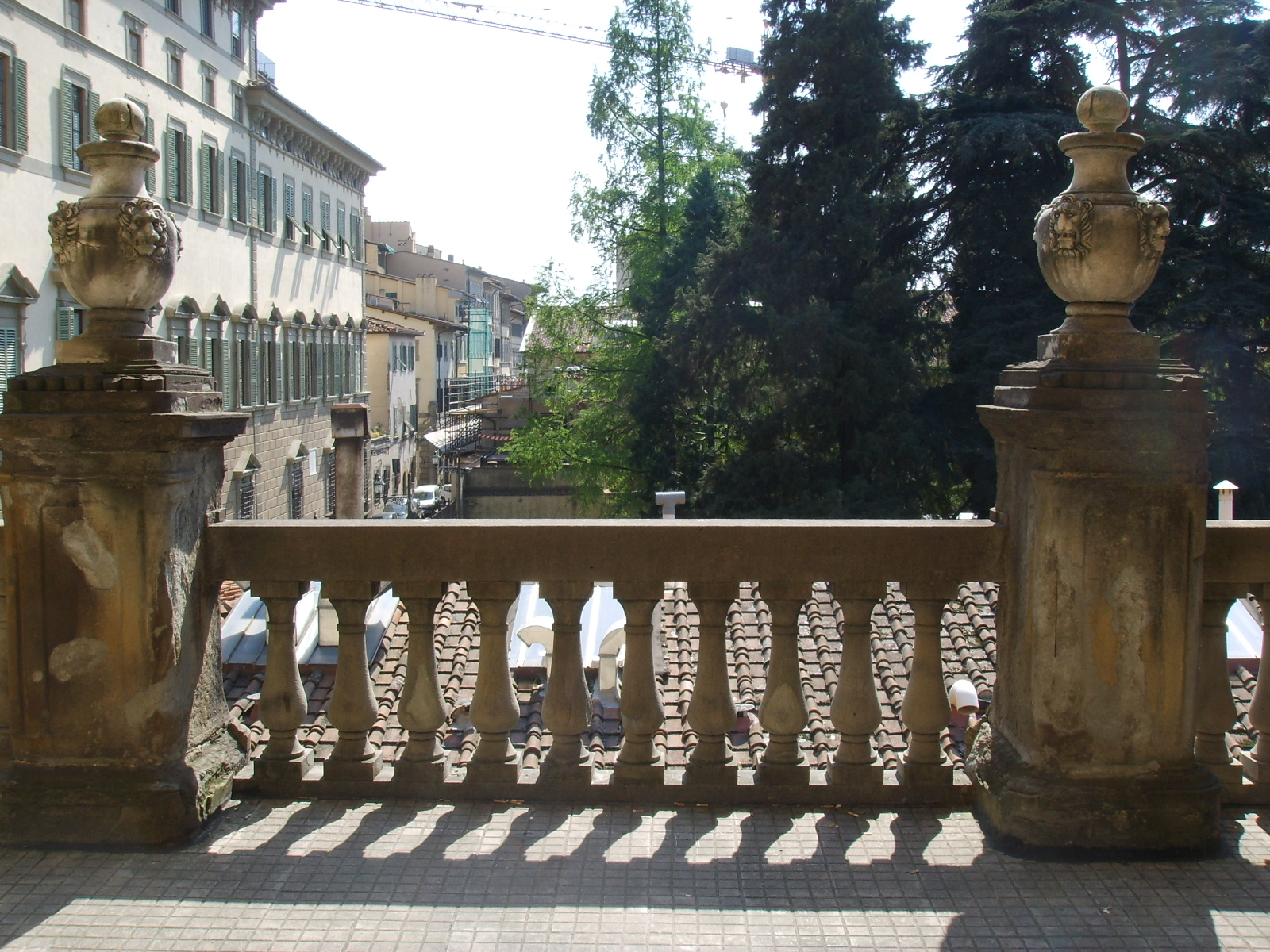
Vista a partir do terraço.

A família Guadagni manteve a posse do palácio até 1777, quando o vendeu a Carlos Eduardo Stuart, Conde de Albany, e à sua consorte, Luisa von Stolberg, cantada e amada por Vittorio Alfieri. Uma vez que Stuart se considerava herdeiro do trono de Inglaterra, o palácio ganhou o nome de Palazzo del Pretendente (Palácio do Pretendente). Stuart retirara-se para França após ter sido derrotado na Batalha de Culloden (1746), de onde se retirou-se para França e depois para Itália, onde se instalou em Roma antes de se dirigir para Florença. Aqui teve como adversário o cônsul inglês Horace Mann, o qual tinha arrendado o Palazzo Manetti, situado na Via Santo Spirito, que servia como um ponto de encontro intelectual.
Em seguida o edifício passou para Simone Velluti Zati, Duque de San Clemente, que lhe deu o nome actualmente mais usado para o complexo. O duque não residia aqui, mas costumava arrendar o palácio a personalidades de destaque: aqui viveu Lord Normandby, Ministro Britânico no Grão-ducado da Toscânia e, em 1882, o príncipe russo Nicola Demidoff.
Actualmente, o edifício é uma das sedes da Faculdade de Arquitectura de Florença. Infelizmente, a carência de manutenção não rende justiça à riqueza, à história e à singularidade deste palácio florentino.

## Exterior

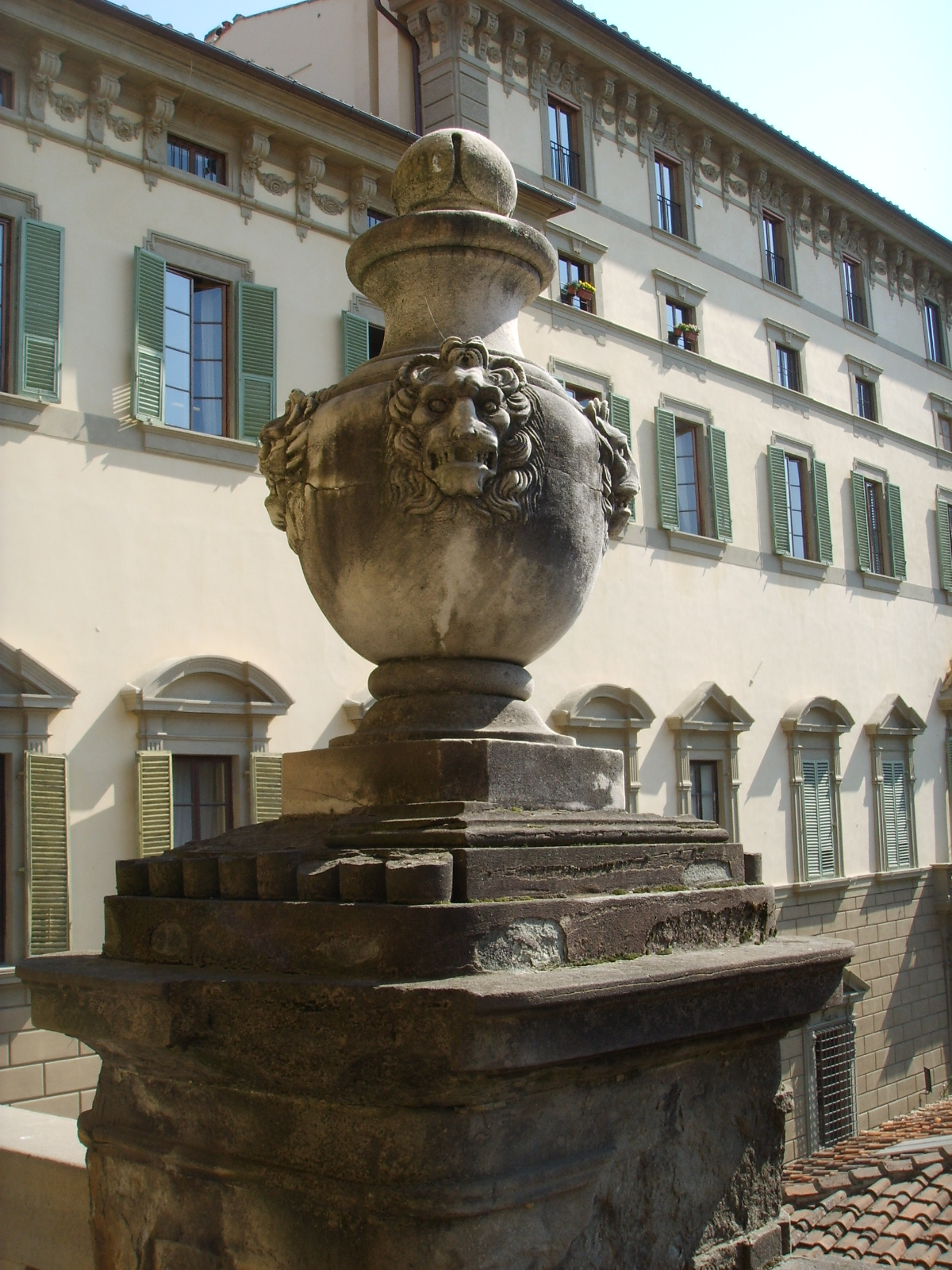
Detalhe do terraço.

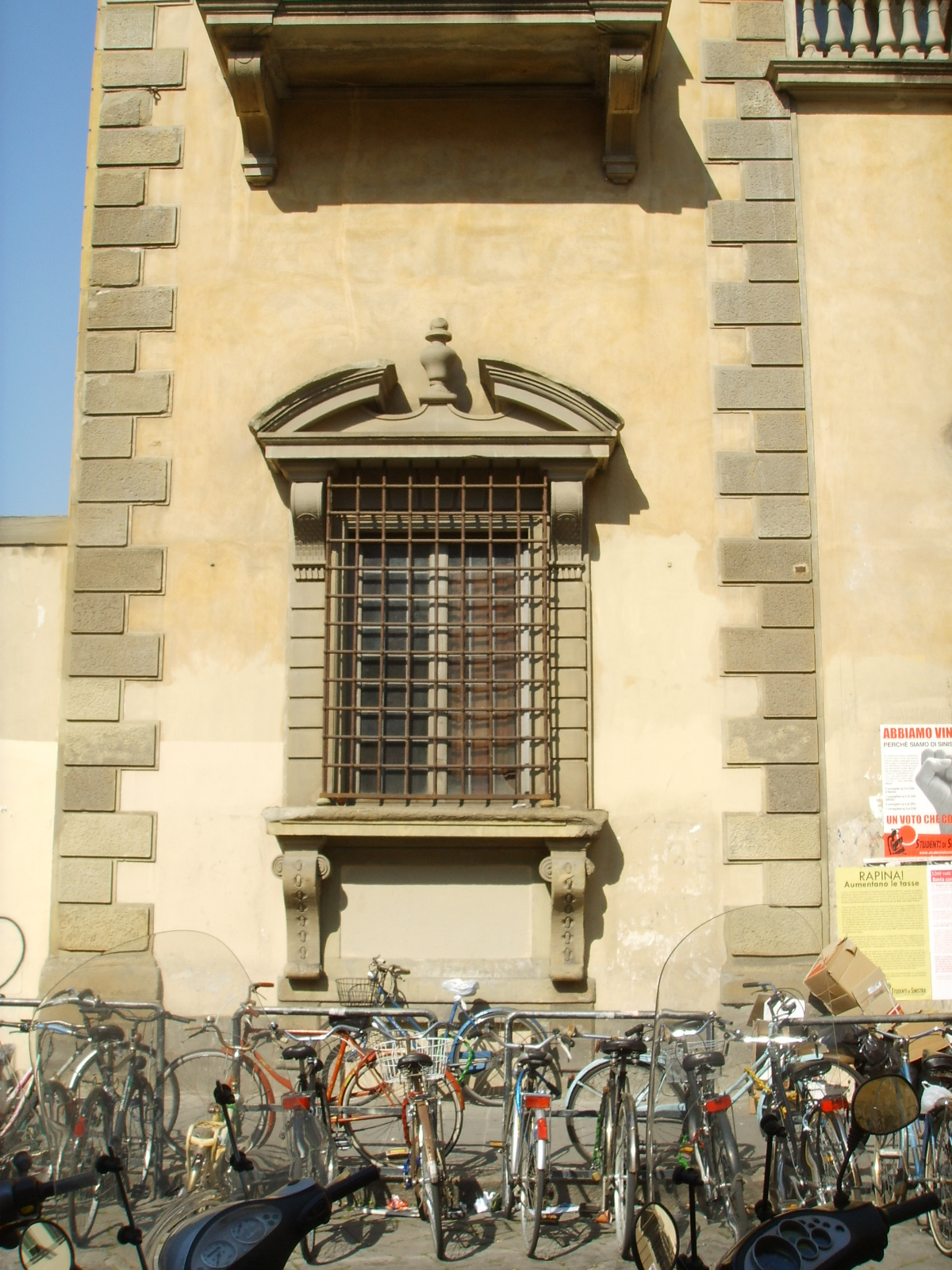
Detalhe: janela ajoelhada.

O lado voltado para a Via Micheli apresenta a entrada principal do palácio. No piso térreo, o edifício possui um andamento alinhado com a rua, enquanto no primeiro andar se divide em dois corpos avançados laterais, separados por um terraço; o corpo central eleva-se acima do conjunto através dum piso superior, criando um singular efeito de cheios e vazios (pieni e vuoti). 
Na fachada, o portão central apresenta um perfil delimitado por colmeado e um tímpano semicircular; é flanqueado por duas janelas ajoelhadas (finestre inginocchiate) com frontão quebrado, do mesmo tipo que se encontra na Via Gino Capponi.
Na Via Gino Capponi, onde se abre um portão com um vão de escadas secundário, o palácio apresenta uma fachada mais longa, mas de estrutura e decoração mais simples. Nos andares superiores e nos mezzaninos estão alinhadas janelas com moldura, enquanto a varanda apresenta uma balaustrada decorada por duas urnas esculpidas com cabeças de leão.
Virada para o jardim, abre-se uma loggia com três arcos de volta perfeita apoiados em pilastras, sobre a qual se devia abrir o belvedere, decorado por lesenas, janelas emolduradas e uma janela central com serliana.

## Interior

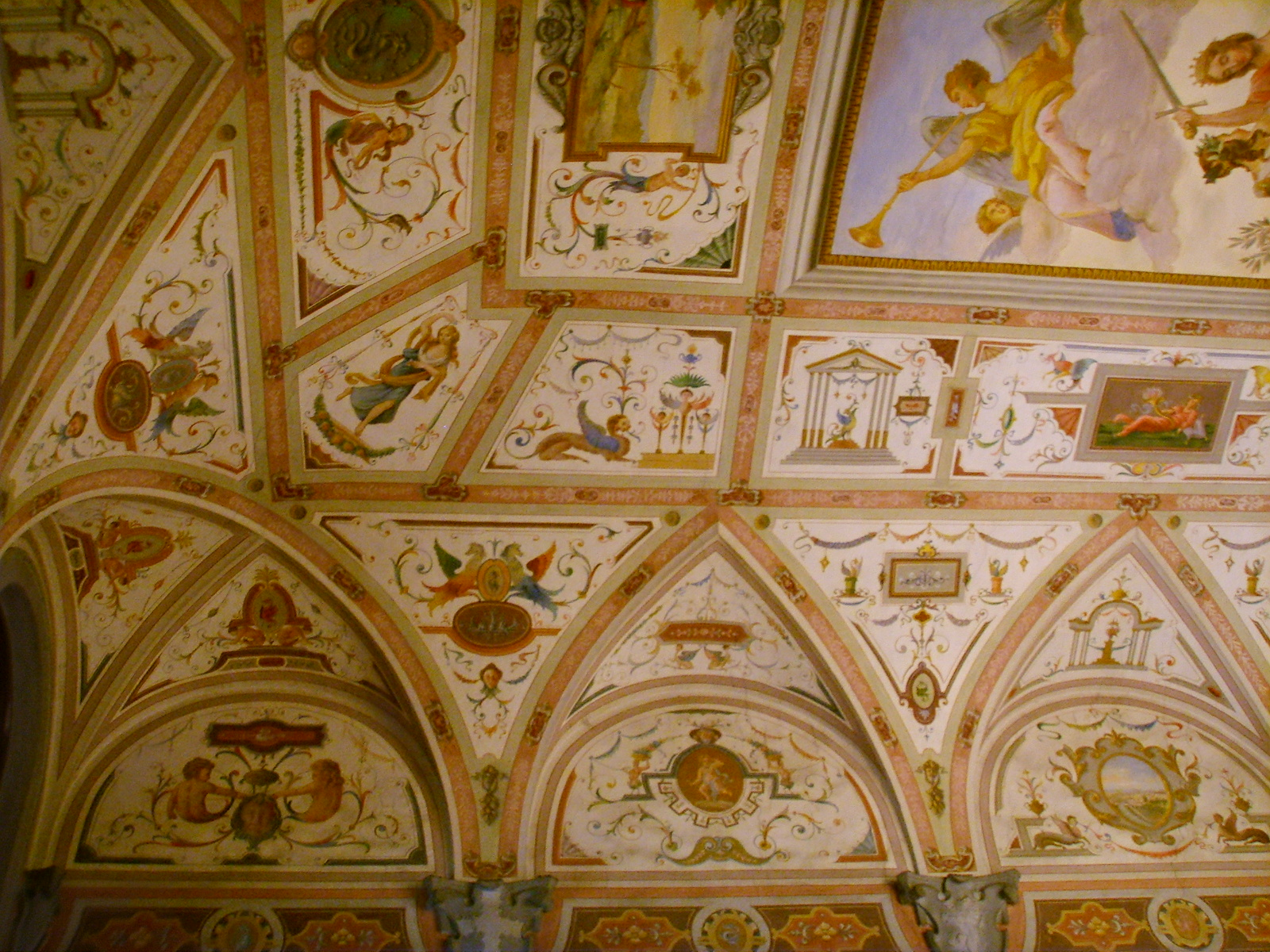
Grotescos no tecto do salão de entrada.

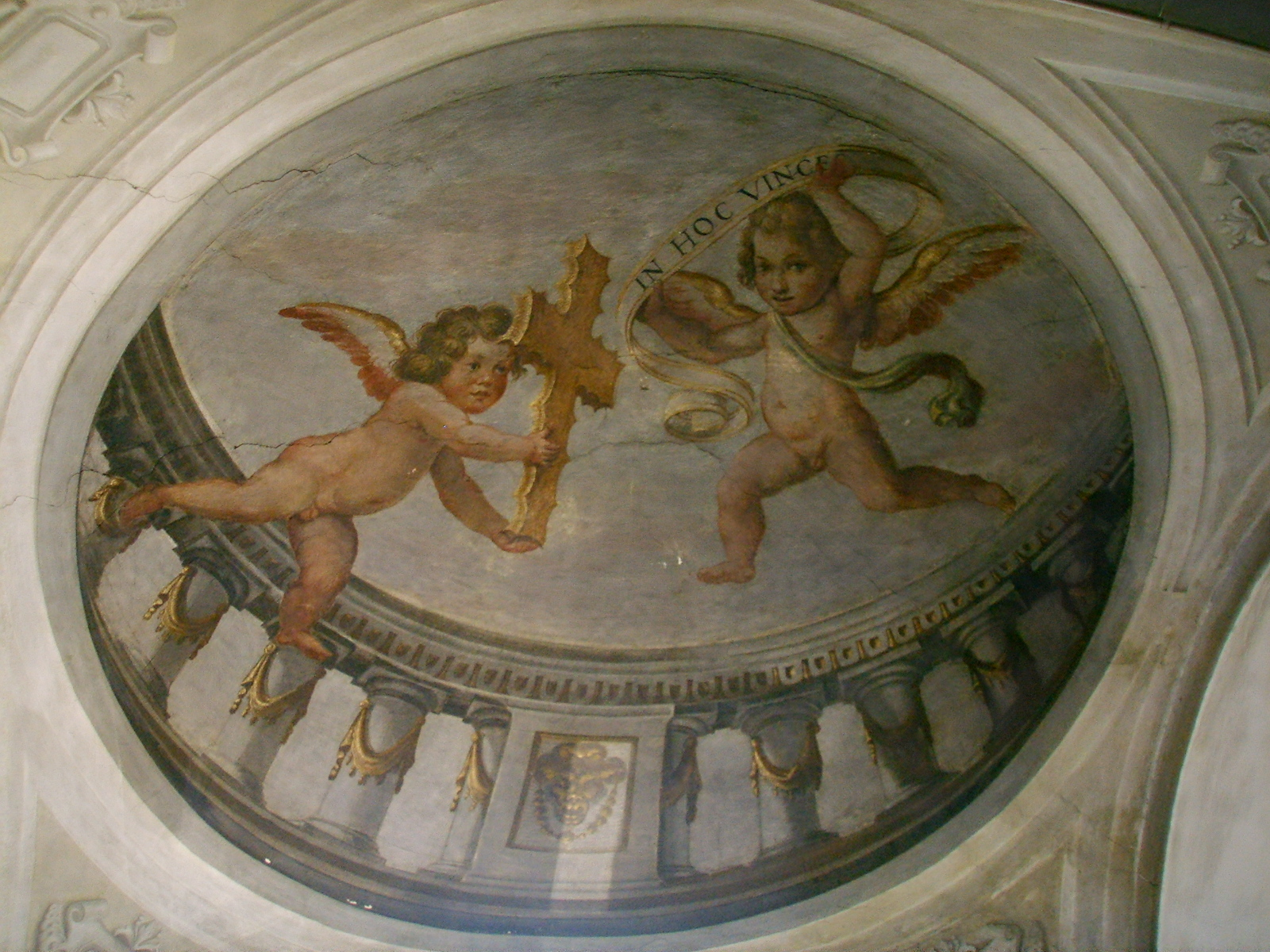
Decoração no vão das escadas.

Pela Via Micheli acede-se a um átrio usado para o estacionamento temporário dos cavalos, como parecem sugerir os dois portões laterais nas extremidades, suficientemente largos para deixar passar as carruagens, de modo a que os seus ocupantes pudessem sair frente à entrada principal. Neste espaço, nota-se uma elegante fachada com arco apoiado por colunas em pietra serena e decorado por óculos e janelas emolduradas; dentro do arco, uma abóbada de aresta cobre um espaço situado antes da verdadeira entrada; as janelas innas estão dispostas de modo a mostrar os quadros afrescados no tecto das saletas do mezzanino, as quais recebem luz deste vão.
Passada a soleira, com triplo portal em arco, entra-se numa grande sala com majestoso lampadário em madeira esculpida e dourada, o qual deve remontar ao século XVIII. O tecto é coberto por grotescos seiscentistas pintados na época dos Guadagni. Entre as fantasiosas figuras encontram-se, ao cento da abóbada, duas representações de paisagens e uma figura alegórica da Justiça com outras personagens e anjos. O grande brasão na parede norte é do Pretendente Stuart, e relembra em chave heráldica os seus antepassados, nos quais baseava as suas pretensões dinásticas (notam-se as três panteras em camp azul, emblema da Inglaterra, a arpa da Irlanda e o leão rampante da Escócia). O leão rampante coroado e o unicórnio também são emblemas do brasão real de armas do Reino Unido, representando respectivamente a Inglaterra e a Escócia.

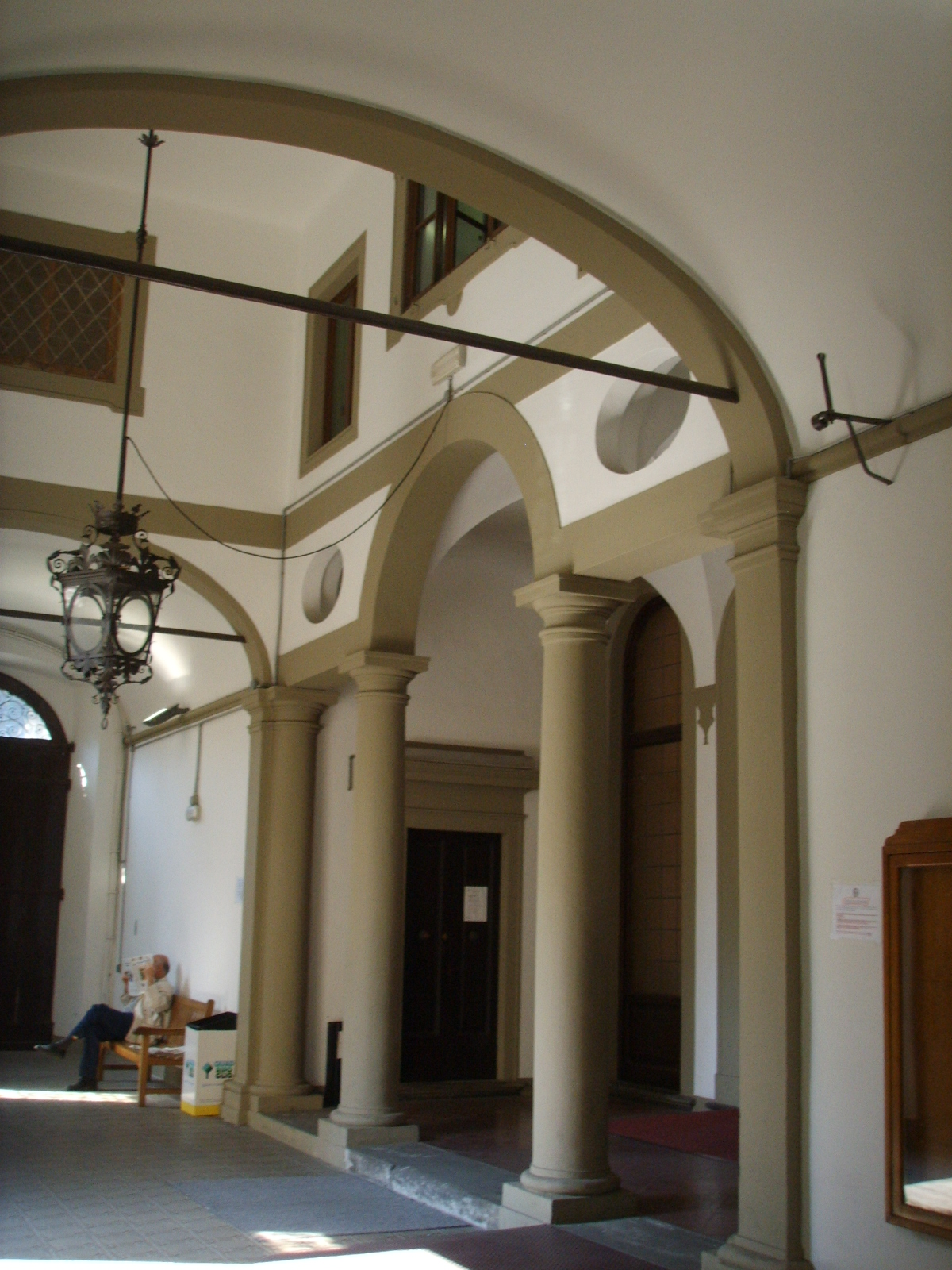
O átrio das carruagens
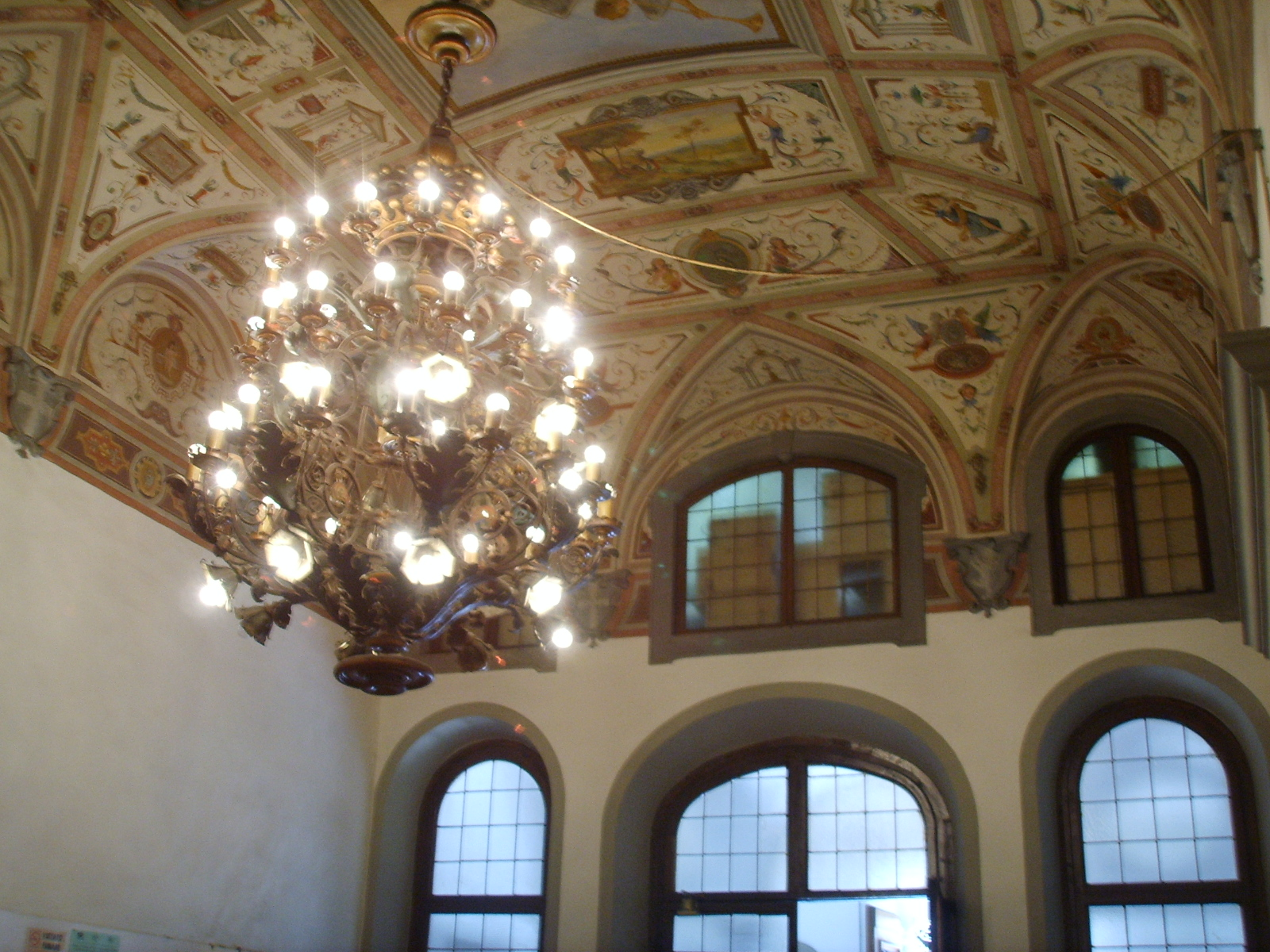
Afrescos no salão de entrada
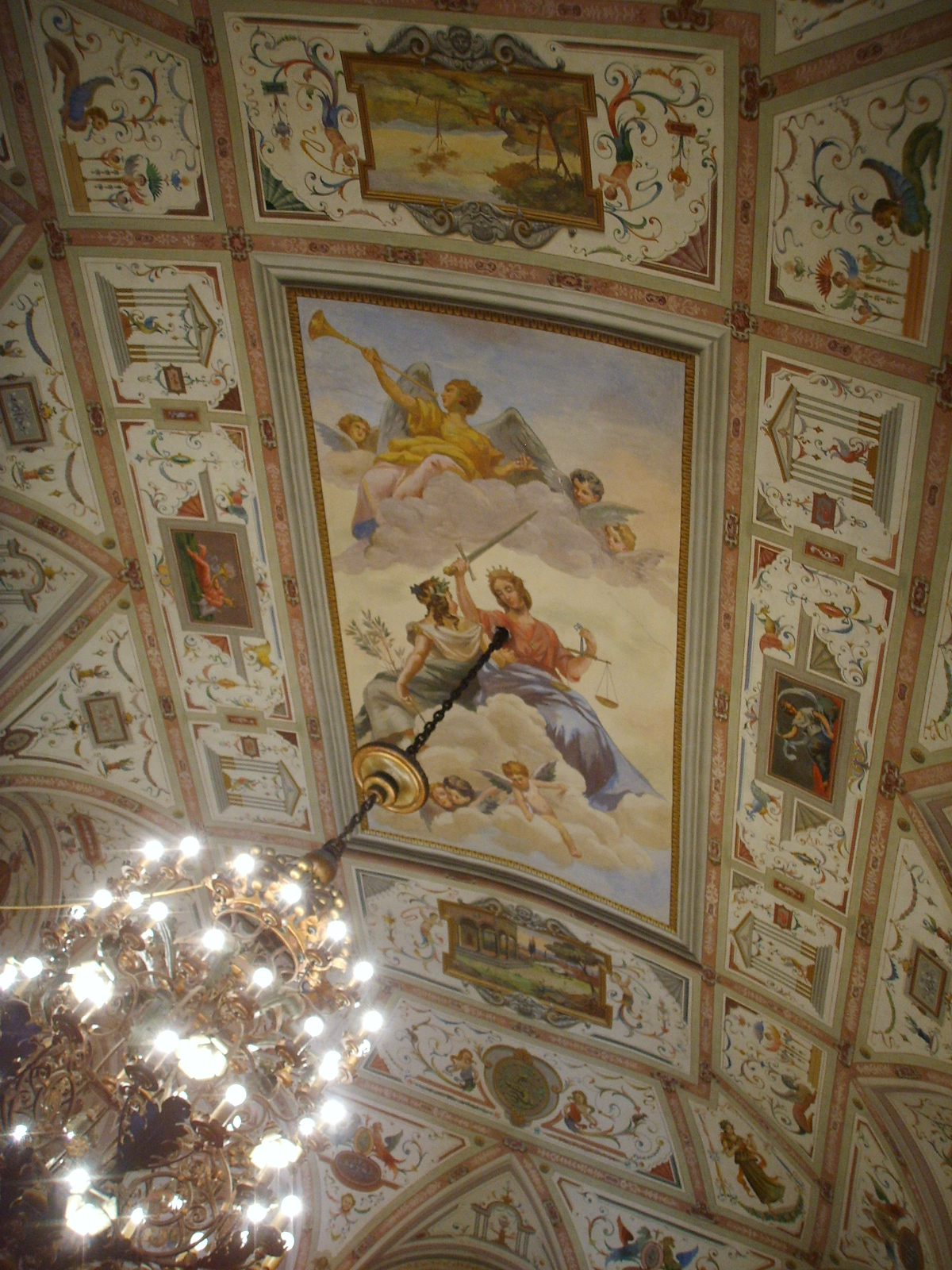
Tecto com lampadário
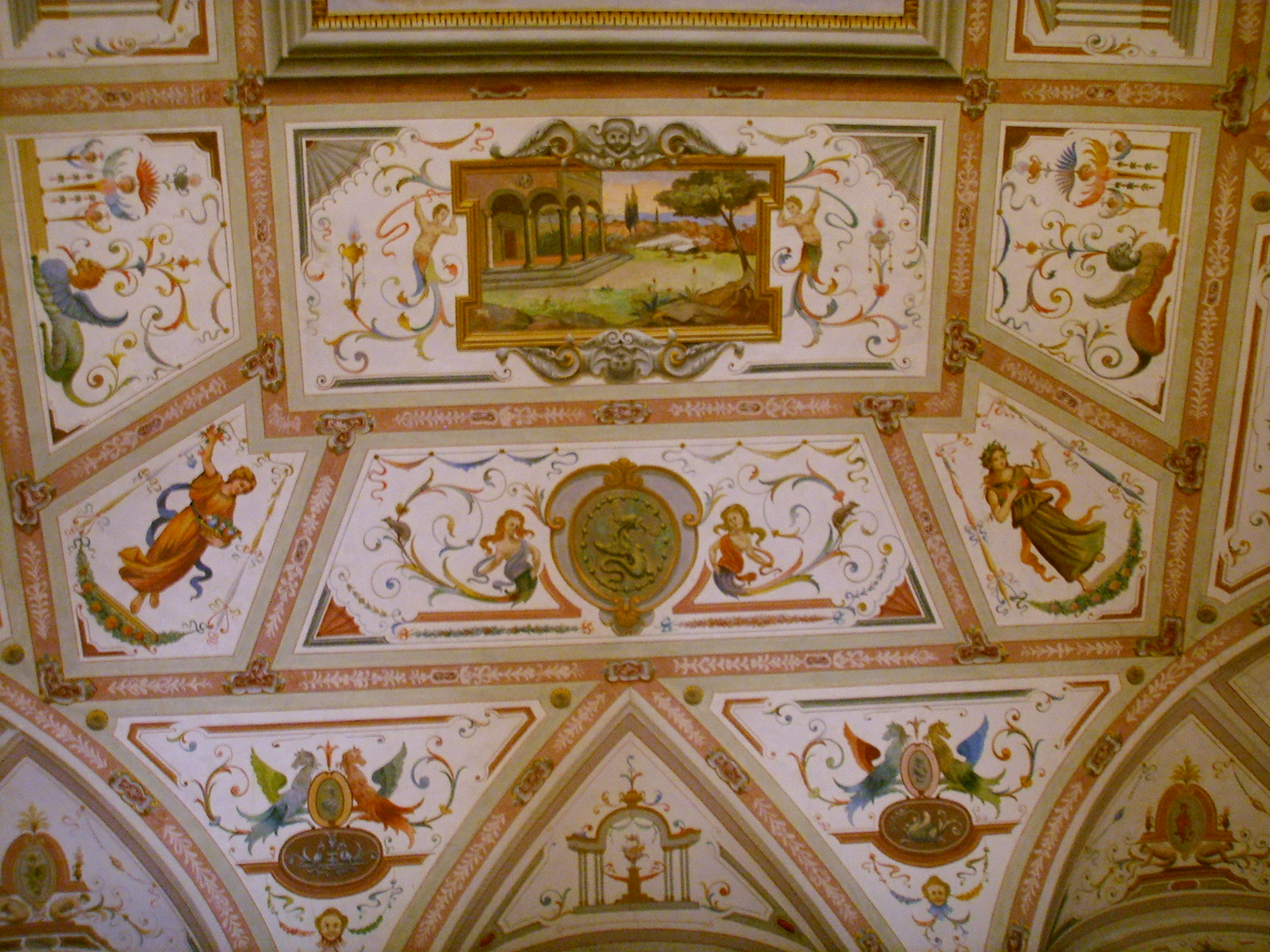
Cena de paisagem
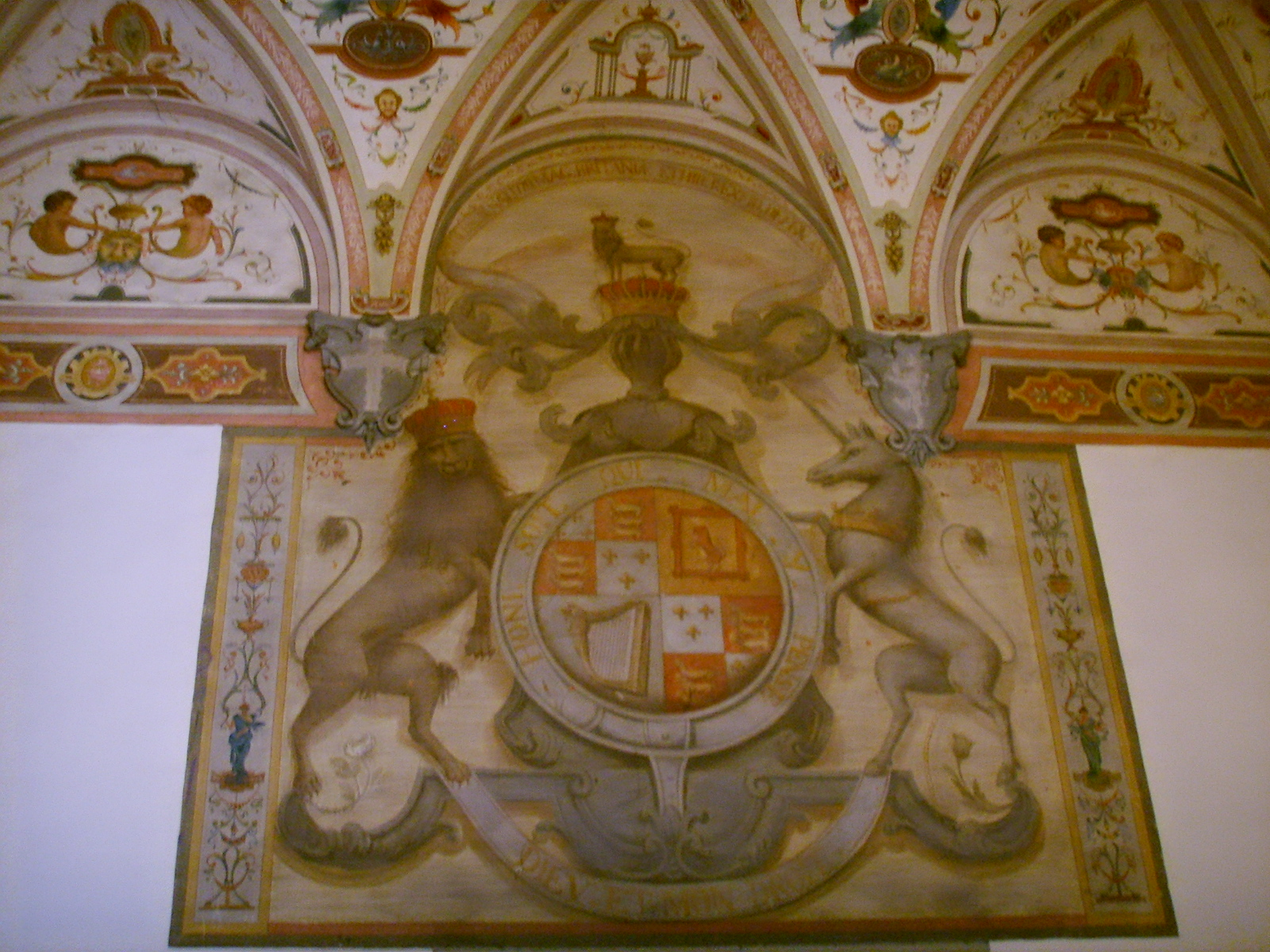
O brasão de Carlos Eduardo Stuart
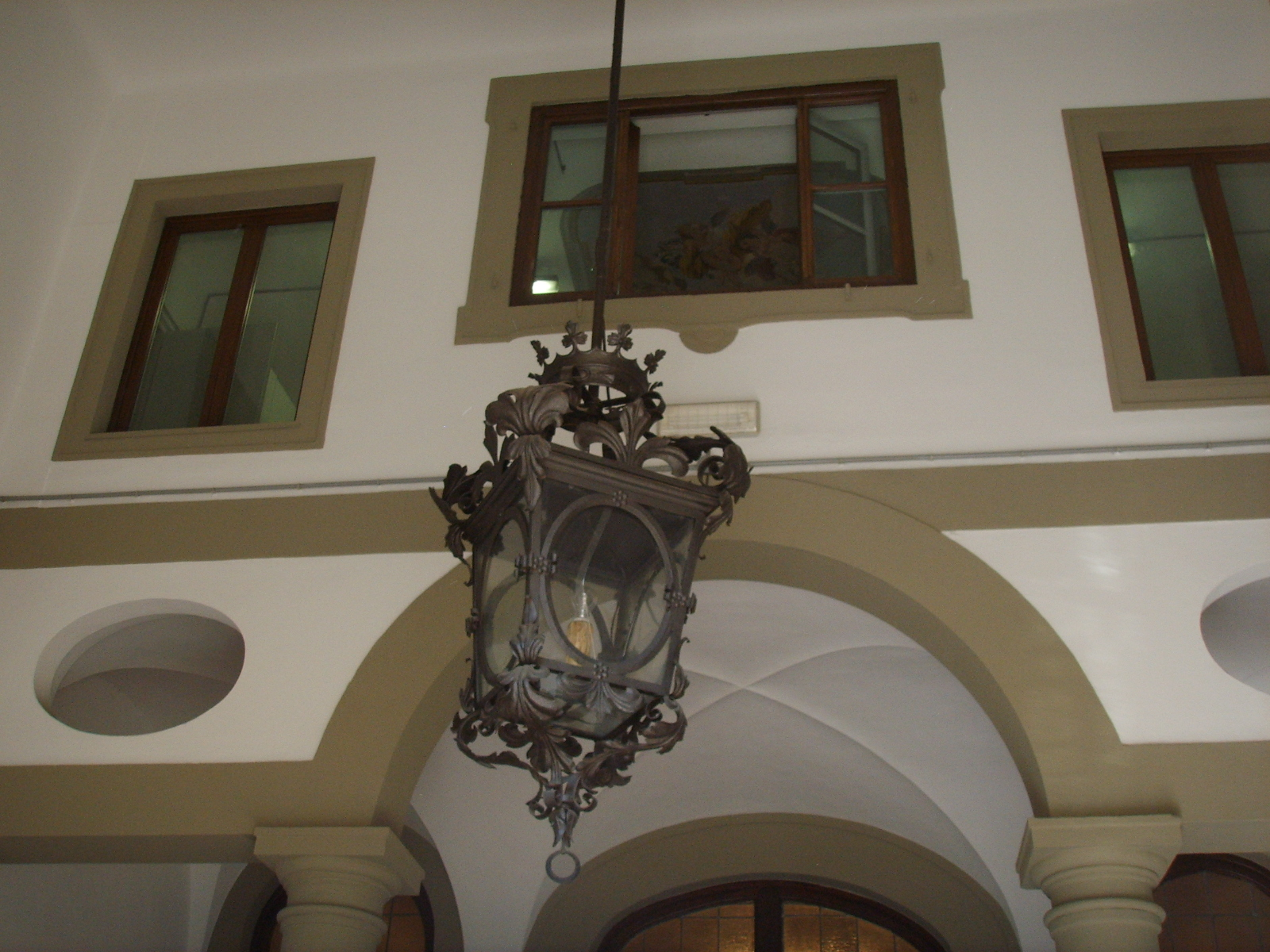
Detalhe do átrio de entrada

### A biblioteca

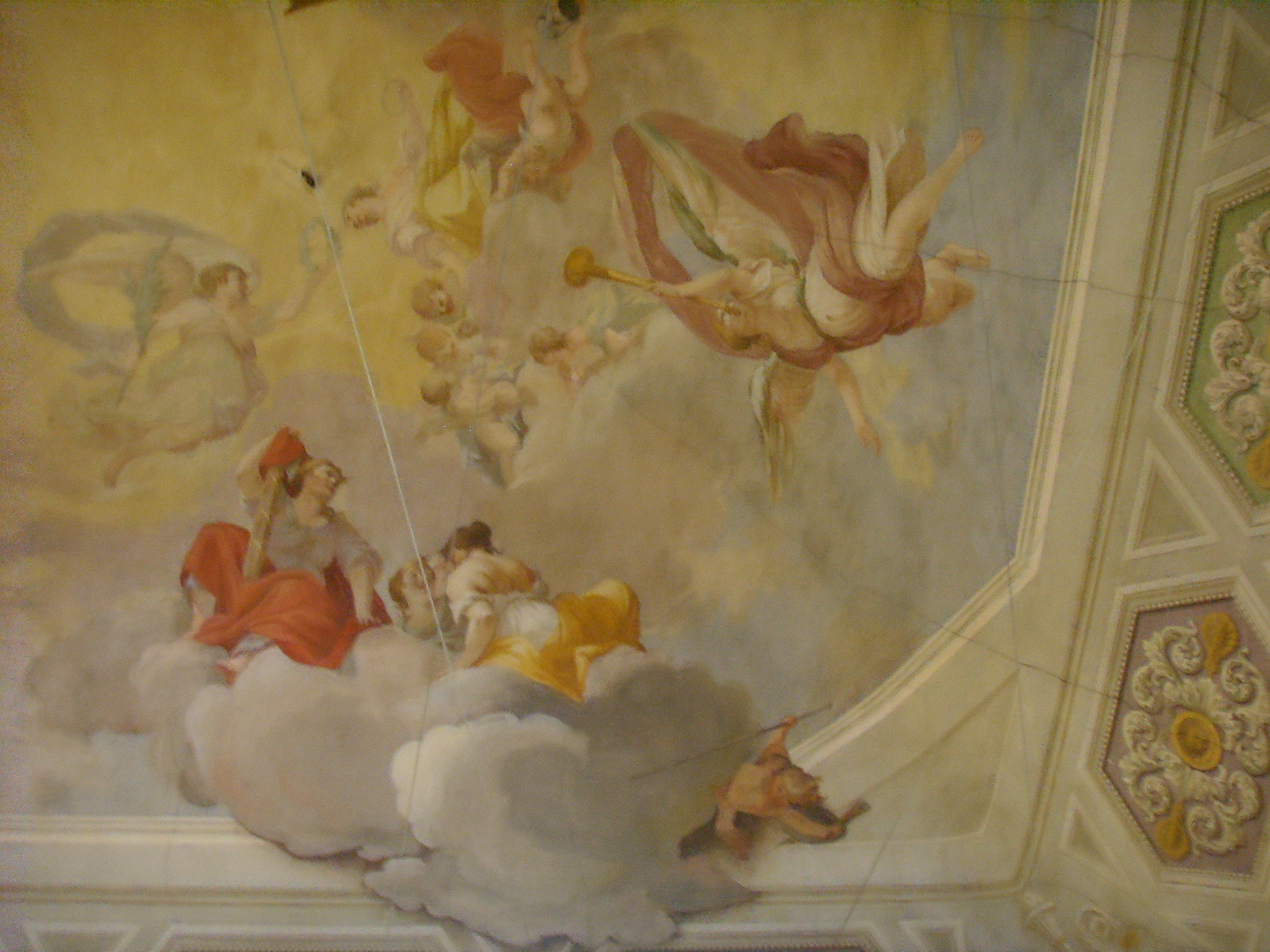
Biblioteca, sala 8: Afrescos do tecto.

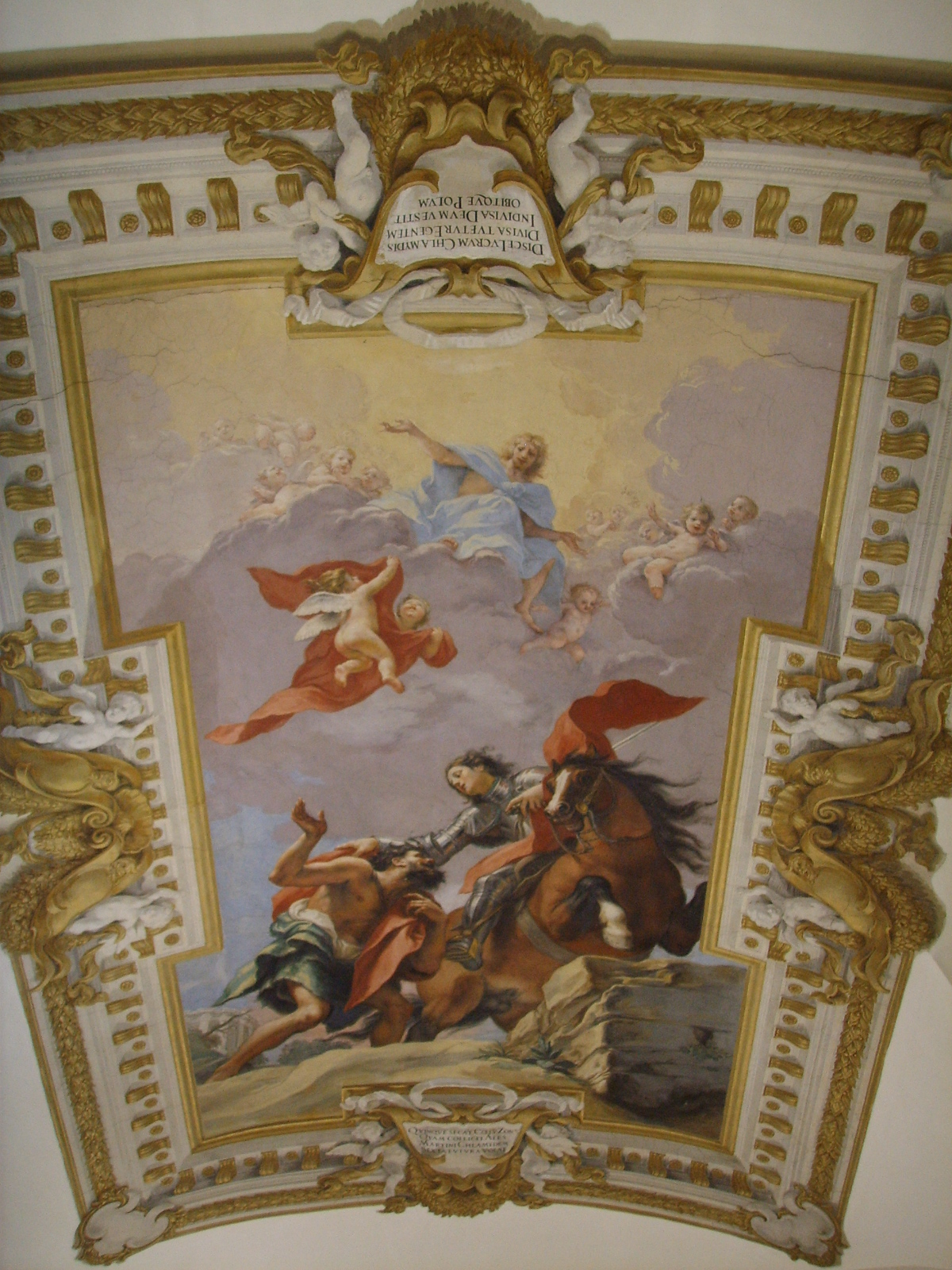
Biblioteca, sala 1: São Martinho que dá o manto a um pobre, de Volterrano.

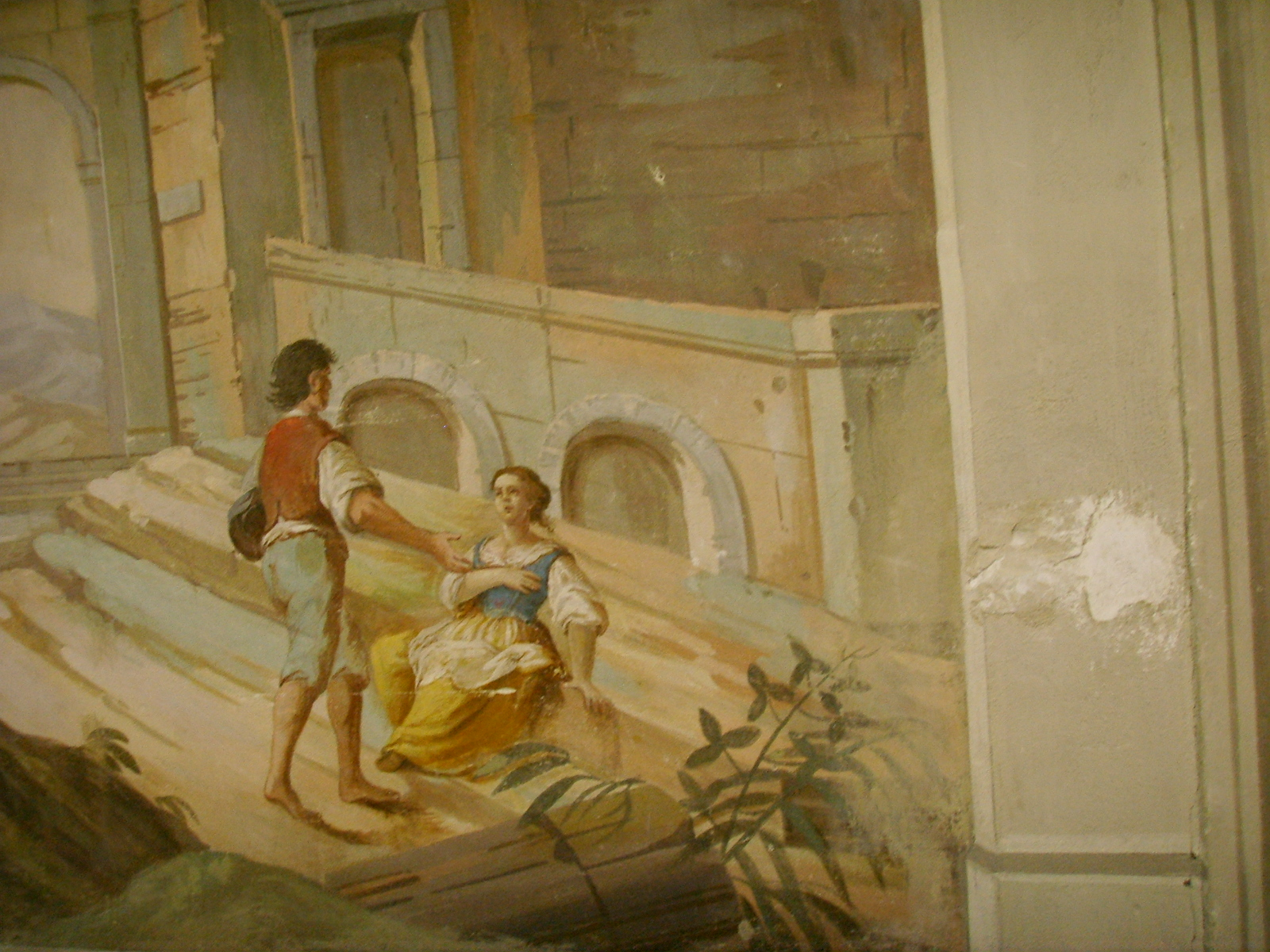
Biblioteca, sala 9: Sala das Paisagens (detalhe).

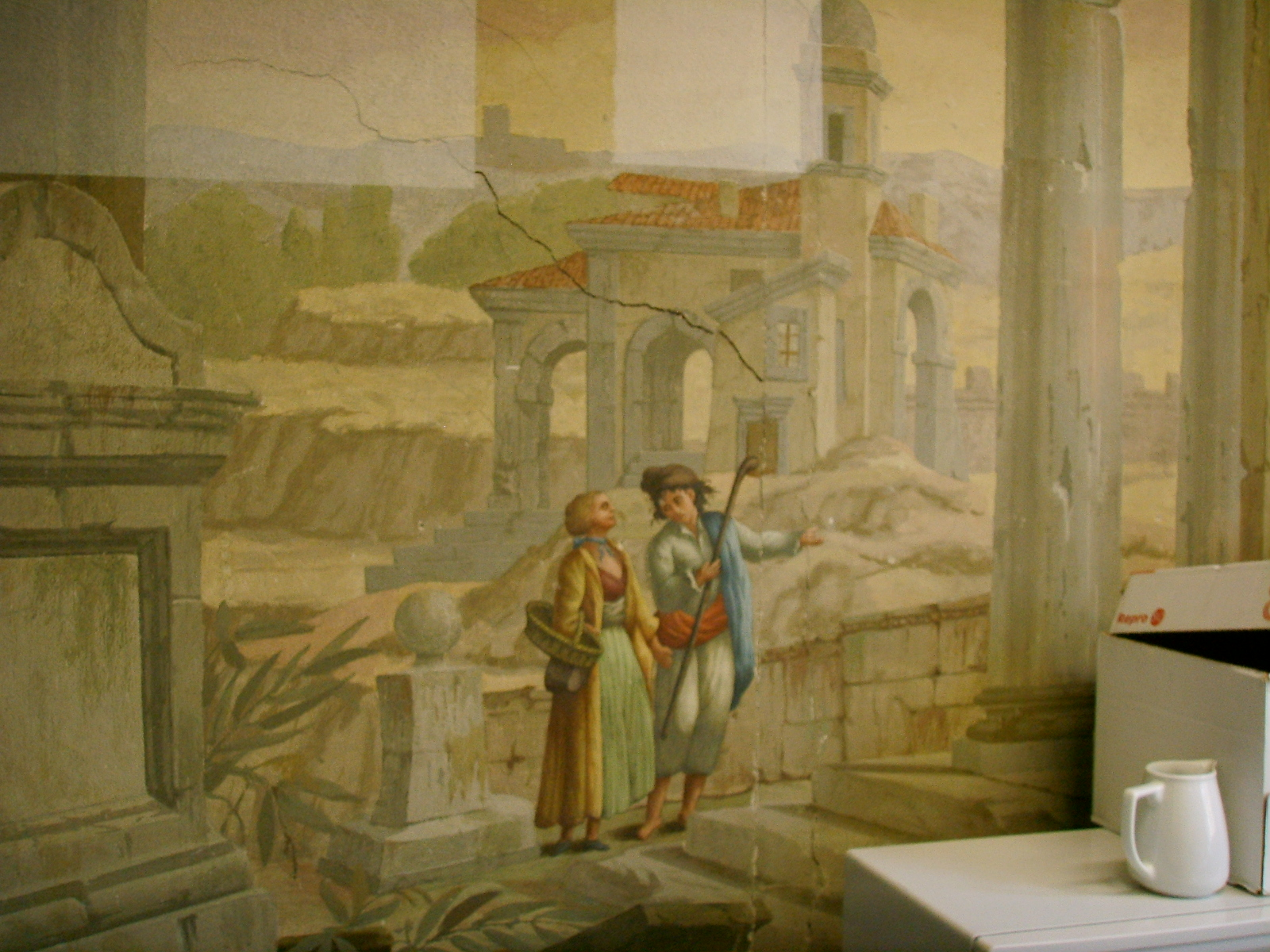
Biblioteca, sala 9: Detalhe com camponeses entre ruínas.

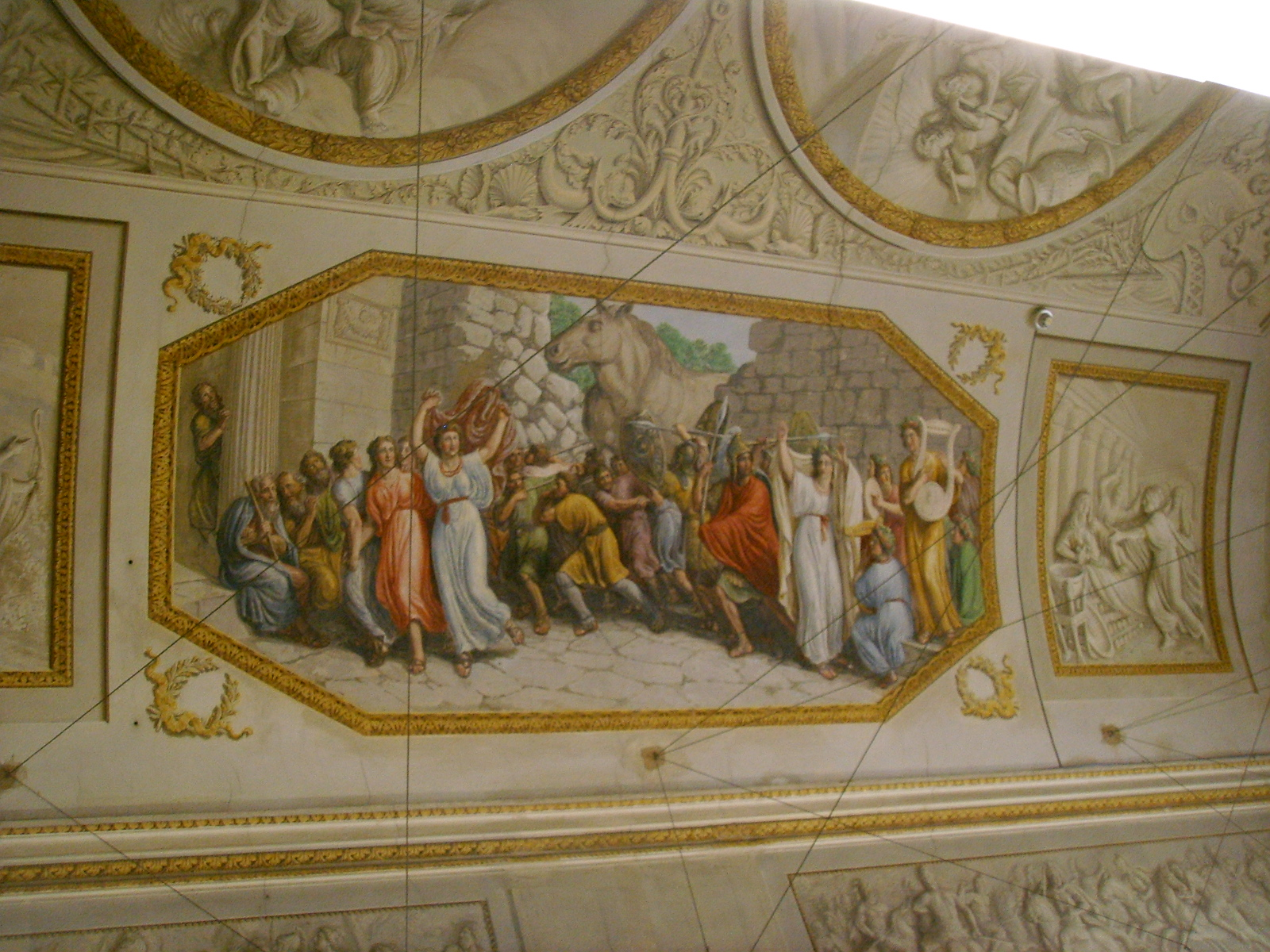
Biblioteca, sala 4: o Cavalo de Troia.

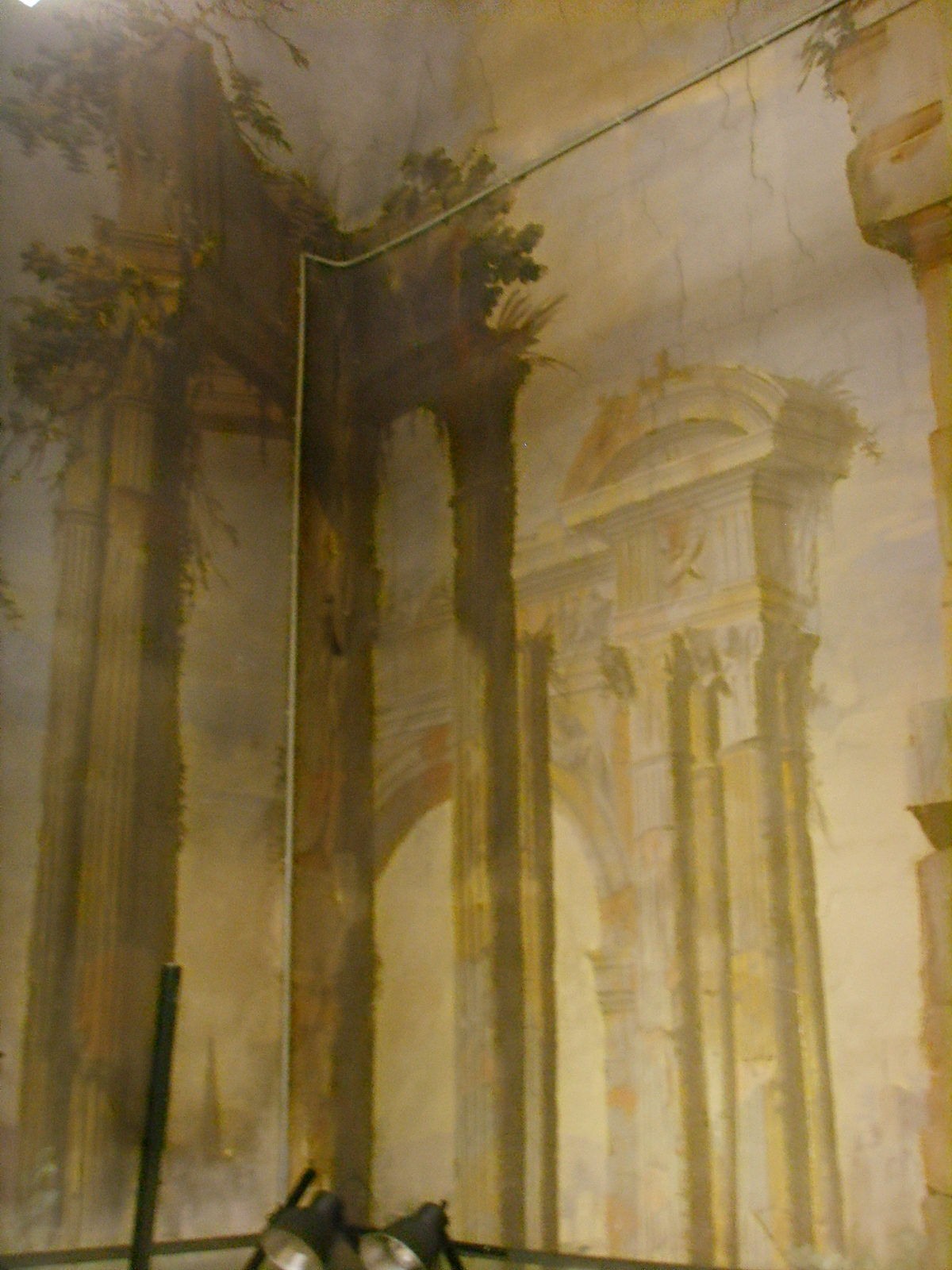
Biblioteca, sala 6: A Sala das Ruínas.

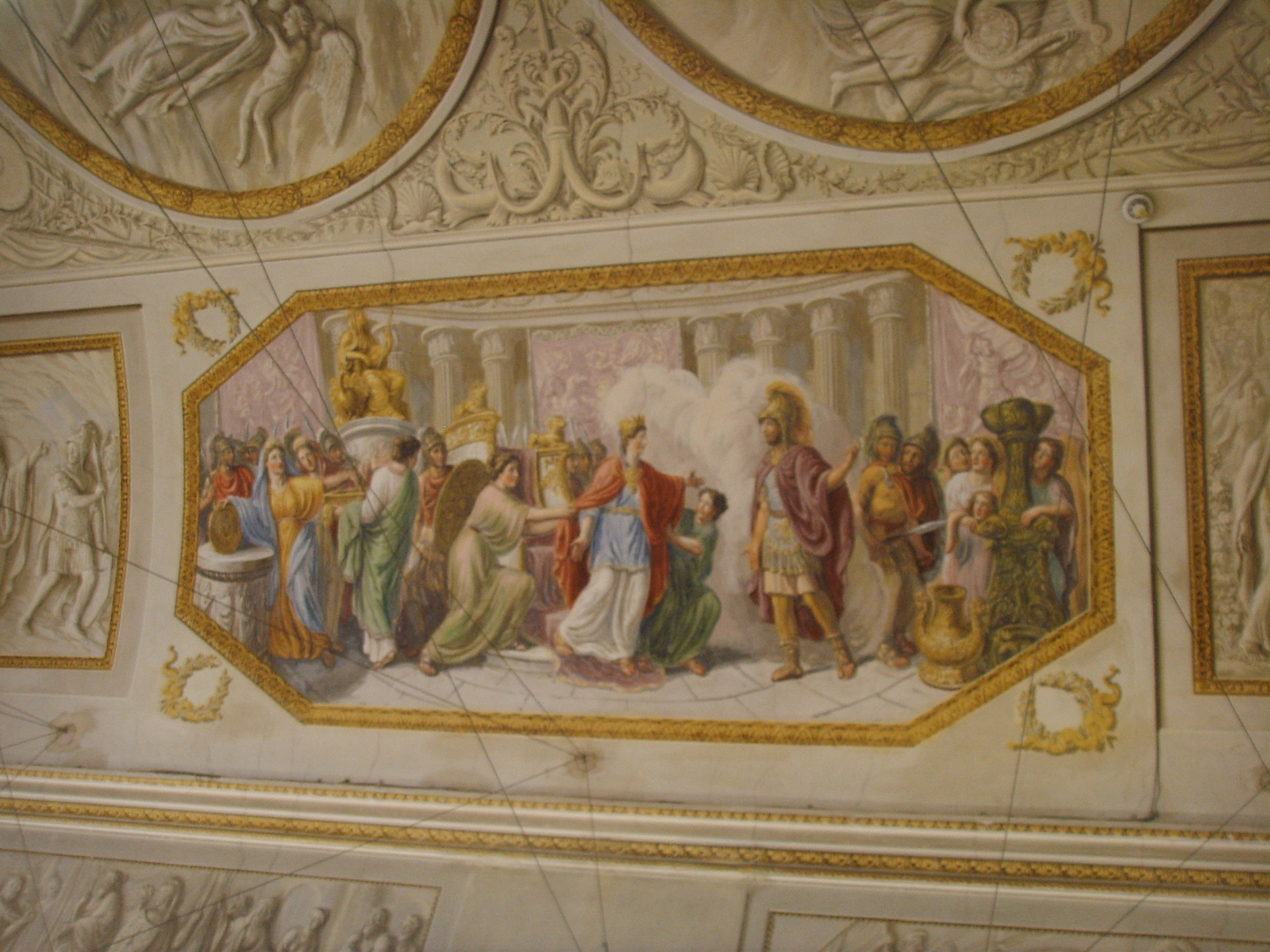
Biblioteca, sala 4: Detalhe da decoração.

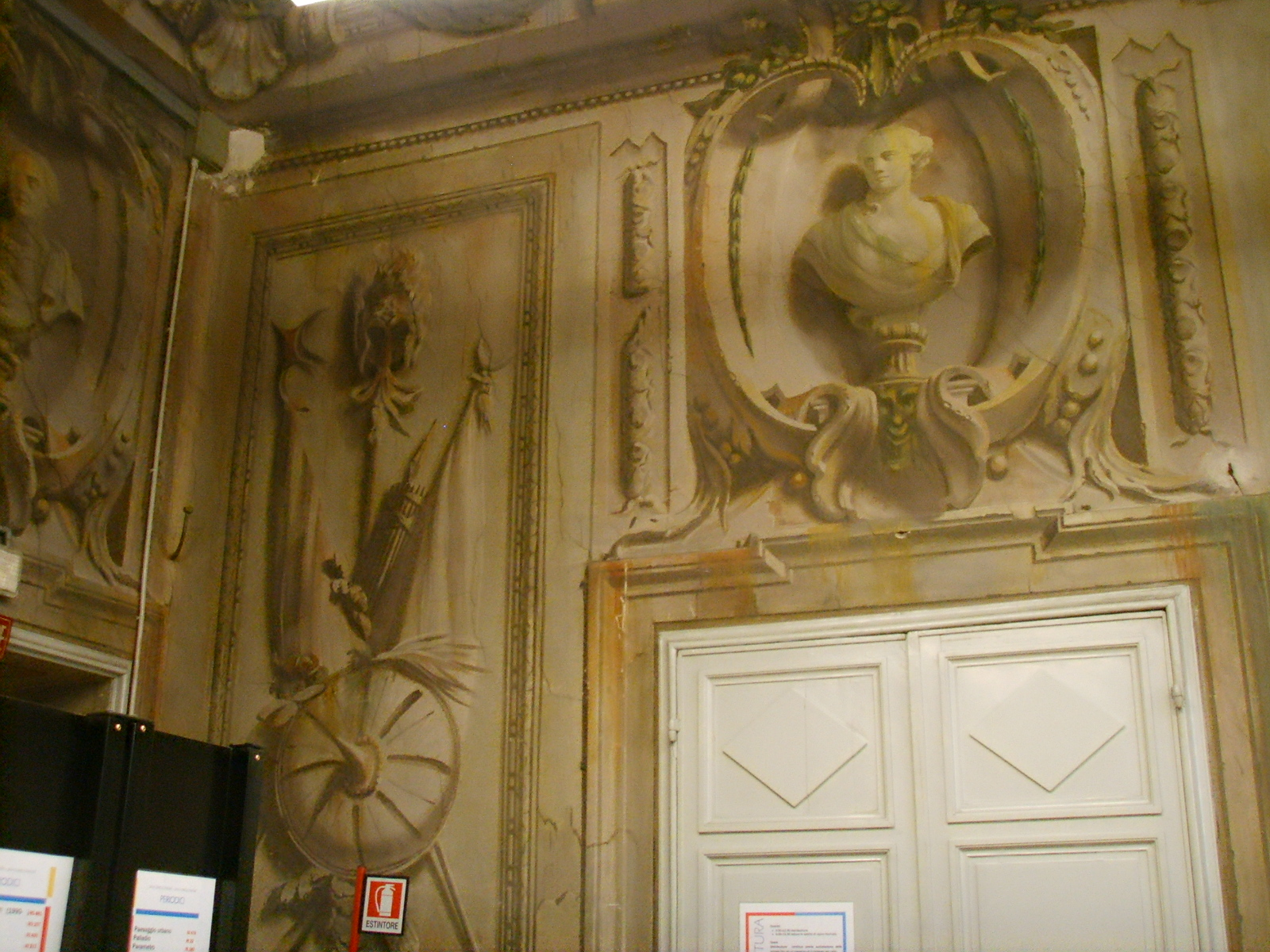
Biblioteca, sala 5: detalhe da Sala dos Bustos.

No espaço que se segue à grande sala de entrada, encontra-se um afresco com personificações religiosas no tecto e o acesso à escadaria, esta decorada por afrescos monocromos e putti nas cúpulas dos patamares. Daqui, acede-se à moderna biblioteca, decorada por um ciclo de afrescos dos séculos XVIII e XIX, pintados por autores desconhecidos e em diversos períodos.
A primeira sala, iluminada pelas amplas janelas voltadas para o jardim, apresenta no tecto o afresco mais famoso entre todos os do palácio, São Martinho que dá o manto a um pobre, de Baldassarre Franceschini, dito o Volterrano, executado no século XVII pelo seu contratante e protector Vieri Guadagni. A grande cena mostra a influência de Peter Paul Rubens, com uma verosímil perspectiva de baixo para cima e um notável uso das cores com tonalidades umas vezes ténues e opalinas, outras vezes cruas e cambiantes.
A segunda sala, dividida por duas filas de colunas, tem uma decoração sóbria com estuques brancos e portais sumptuosos voltados para as salas contíguas e para a loggia exterior.
Com a terceira sala inicia-se o verdadeiro ciclo de afrescos, onde as primeiras salas que se encontram são as mais recentes, afrescadas no século XIX com cenas guerreiras e mitológicas. A terceira sala inspira-se na arquitectura romana, com pinturas monocromas que reproduzem verosimilmente baixos relevos e pinturas da história romana; no tecto, algumas figuras alegóricas carregam na mão a coroa de louro, símbolo de vitória. O estilo é muito semelhante ao de Luigi Ademollo.
Na quarta sala, por outro lado, estão representadas cenas da Guerra de Tróia, também aqui rodeadas por afrescos monocromos que reproduzem o mármore esculpido (particularmente significativos os medalhões ao centro do tecto), enquanto nas paredes se encontram hermas monocromáticas com armas e outros objectos ligados à vida militar.
A partir da quinta sala, as divisões tornam-se mais pequenas e sucedem-se em duas filas horizontais de três salas cada uma. Por outro lado, as suas pinturas são mais antigas, remontando ao século XVIII. A quinta sala é a central, também sendo chamada de Sala dos Bustos devido aos bustos pintados que decoram as paredes inseridos em complicadas molduras e arquietctura fingida, nas quais ainda aparecem símbolos militares. O tecto é decorado por figuras alegóricas.
À direita, a sexta sala, ou Sala das Ruínas, é talvez uma das mais cenográficas, apesar de hoje estar muito penalizada pelas estantes da biblioteca que lhe selam as paredes. Foi concebida como uma superfície pictórica única, com os cantos arredondados por uma abóbada em gaveta, na qual foram representadas paisagens com ruínas clássicas, tão em voga no século XVIII. As cenas sucedem-se sem soluções de continuidade e particulares sombreamentos perspectivos dão ao espectador a ilusão de se encontrar no centro duma paisagem fantástica. No tecto, como se se tratasse dum céu real, expõem-se divindades mitológicas e musas.
A sala à esquerda não está acessível. Prosseguindo, onde estão instalados os gabinetes da biblioteca, encontram-se outras três salas. A primeira (identificada como sétima nas fotografias), também chamada de Sala das Colunas, é caracterizada por solenes elementos arquitectónicos pintados que aludem a um espaço muito maior dividido por colunatas com entablamento decorado por exédras, urnas e arcos. Também nesta sala, a presença das estantes diminuem significativamente o efeito cénico. O tecto, particularmente escuro por ainda não ter sido restaurado, contém outras figuras mitológicas.
A sala à direita (a oitava), usada como depósito de computadores não funcionantes, tem uma decoração onde se encontram notáveis quantidades de folhas de ouro, dando às decorações uma luminosidade surpreendente. Nas paredes foram reproduzidos estuques em pintura, com carrancas e molduras. Entre as alegorias pintadas no tecto reconhecem-se o Tempo e a Glória.
À direita, a nona e última sala está coberta por pinturas que, também aqui, reproduzem ruínas, embora inseridas em paisagens pitorescas onde também se vêem figuras de camponeses. Também as portas pintadas apresentam paisagens análogas. A forte luz proveniente do jardim dá uma vivacidade particular às cenas representadas. Infelizmente, a sala mostra os sinais de numerosas fissuras, tapadas e a aguardar restauro. Por outro lado, as prateleiras estão de tal forma junto às paredes que, muitas vezes, os objectos tocam as pinturas.

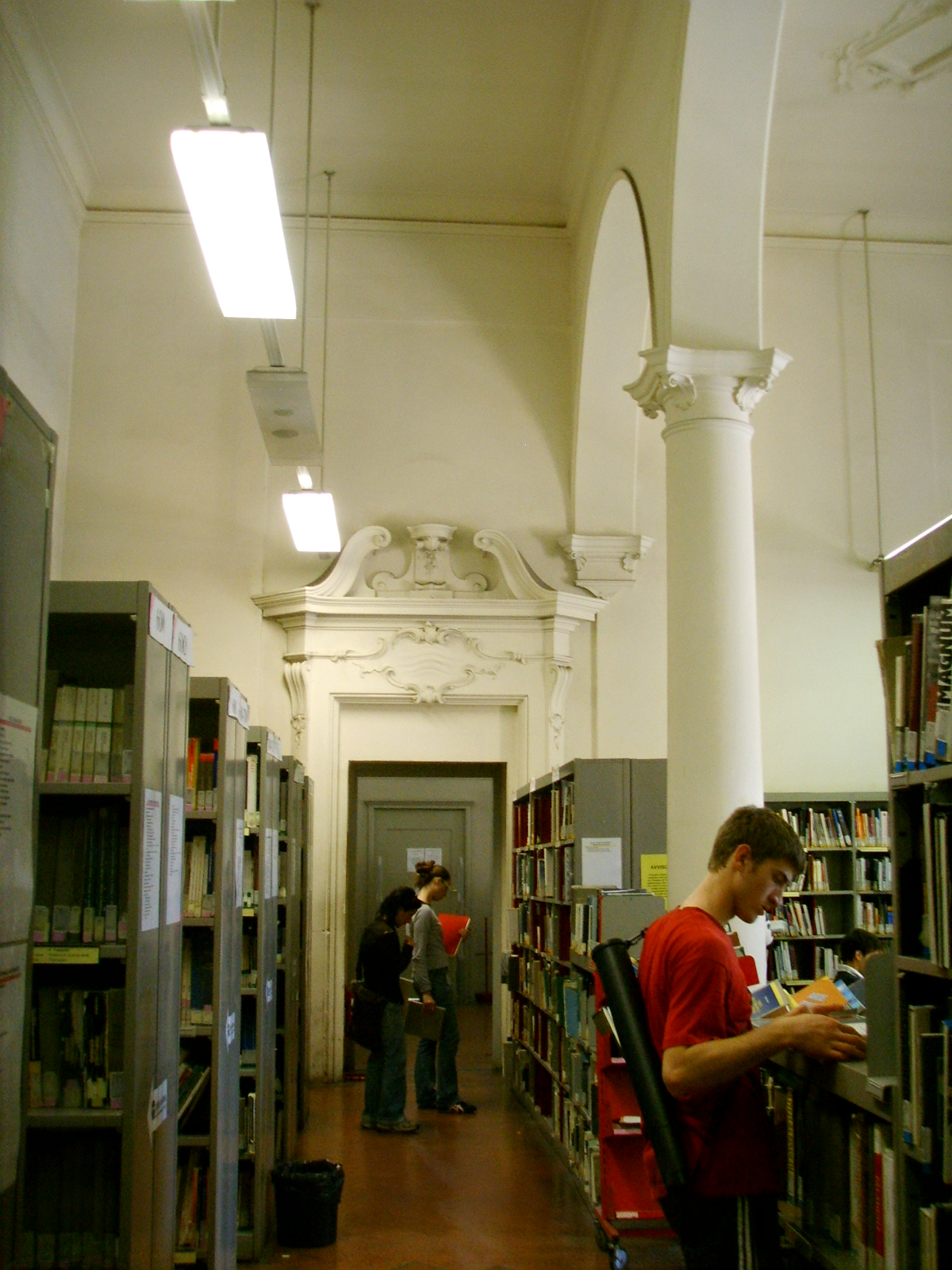
Segunda sala da biblioteca.
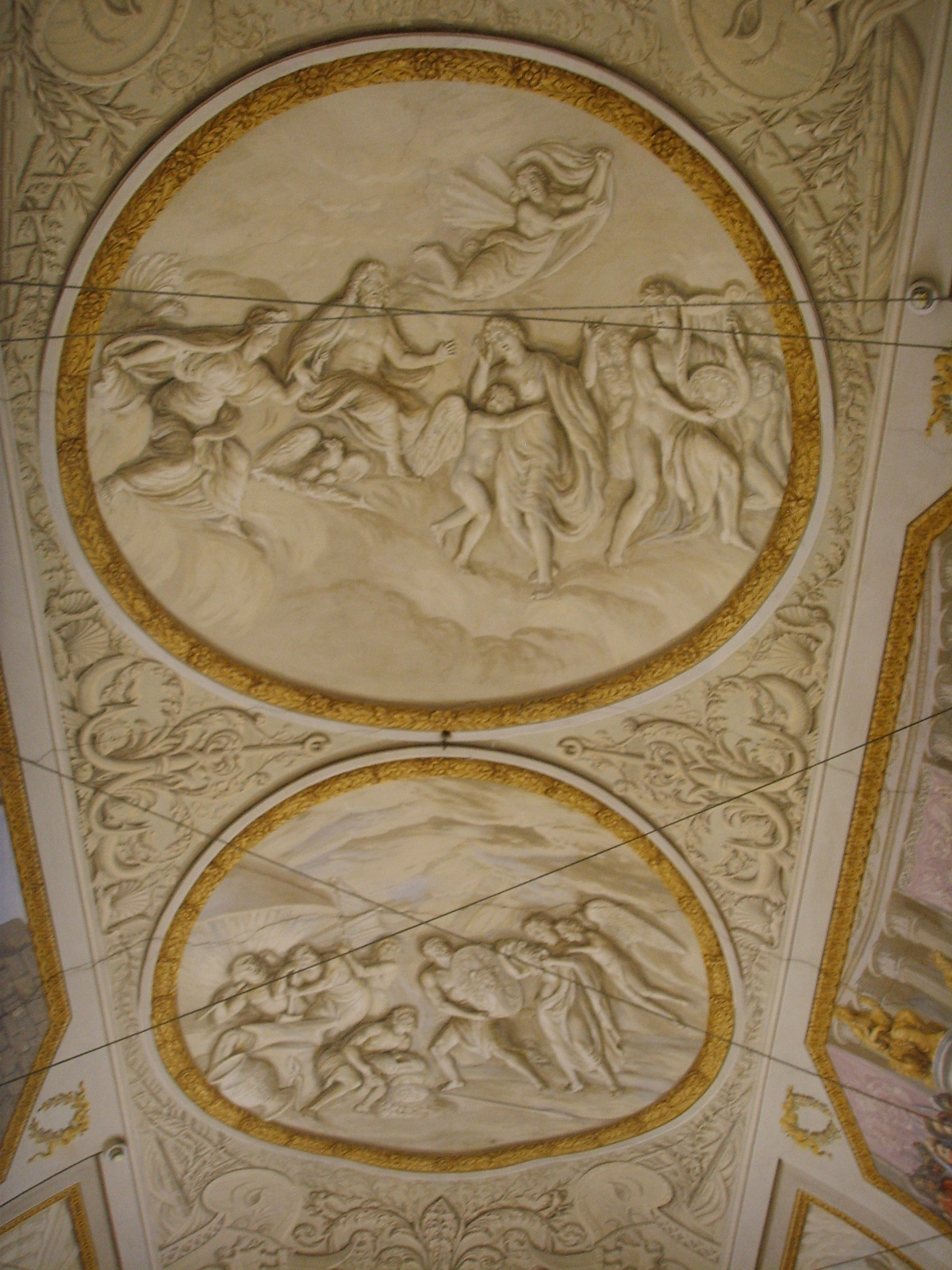
Biblioteca, sala 4: Medalhões em baixo relevo fingido
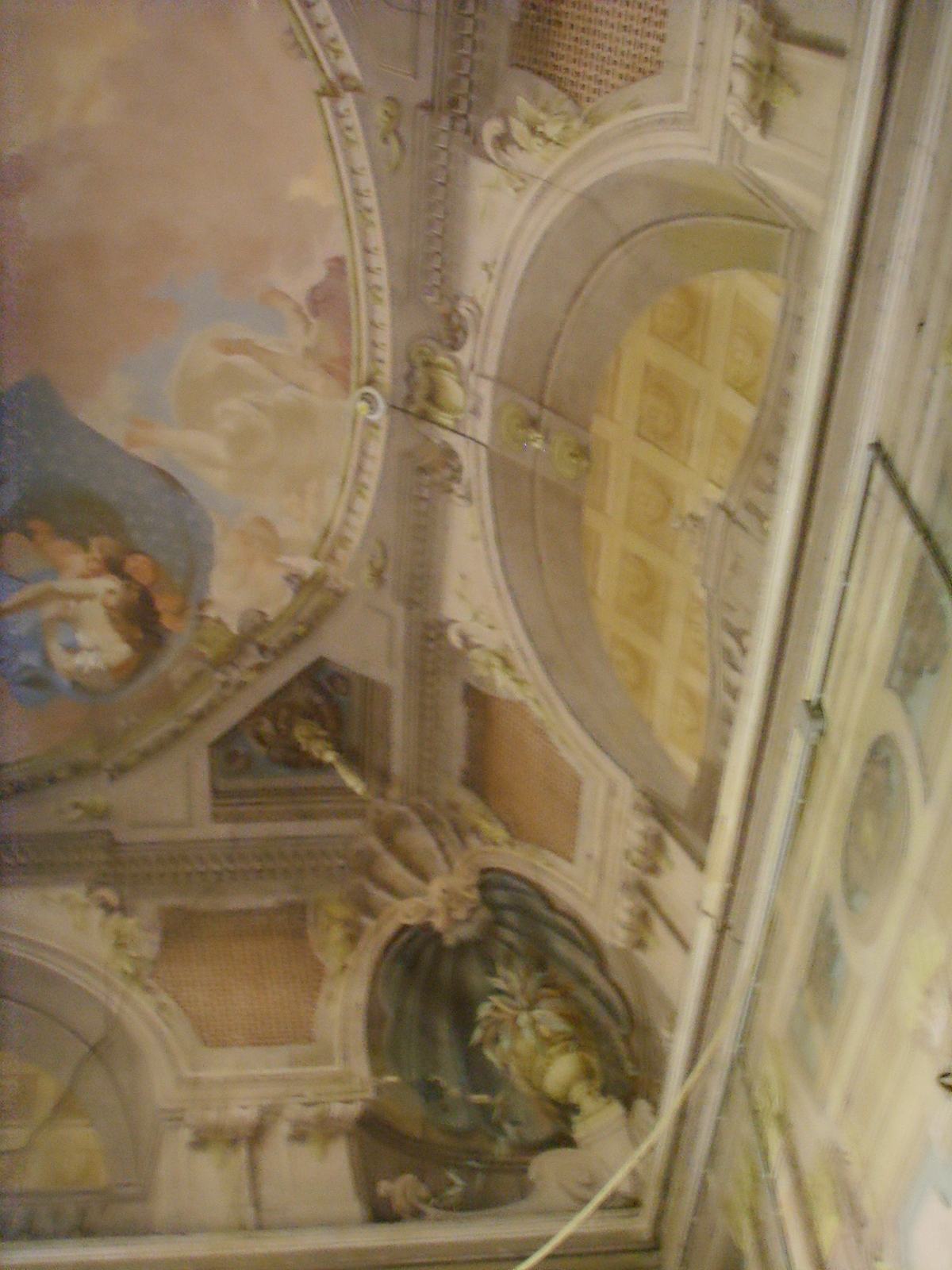
Biblioteca, sala 7: Sala das colunas, arquitectura fingida
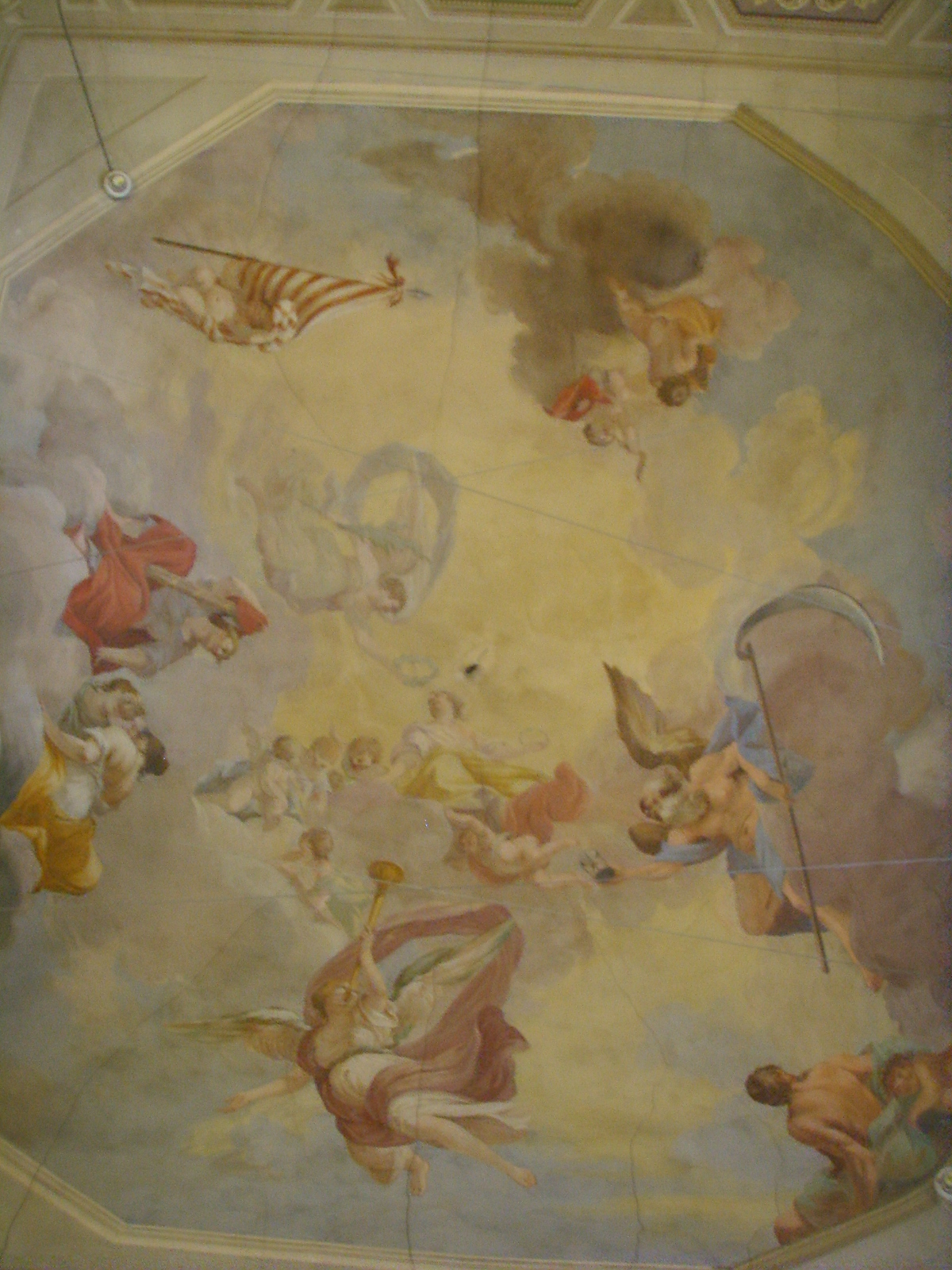
Tecto da oitava sala da biblioteca
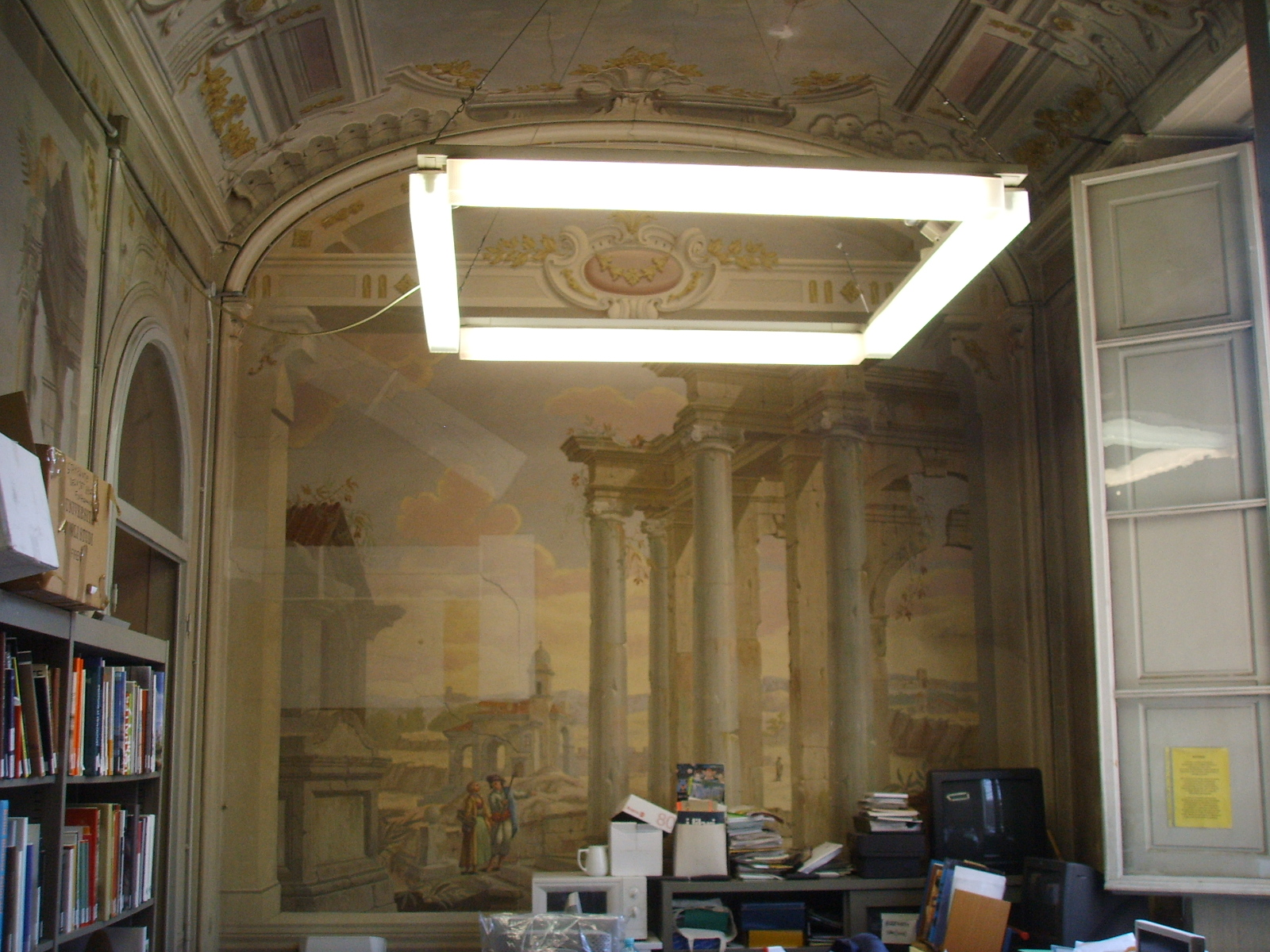
Biblioteca, sala 9: Sala das Paisagens
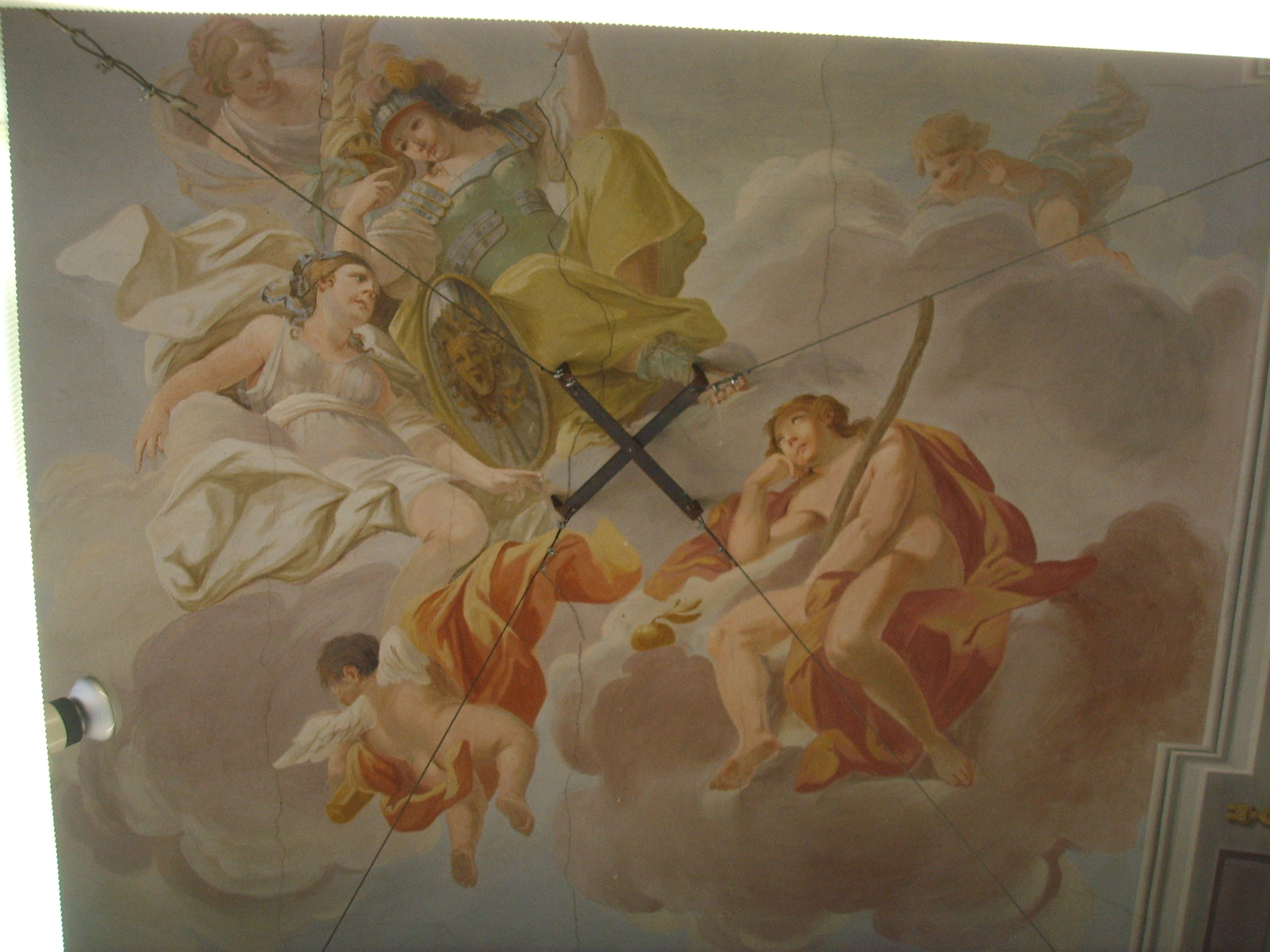
Biblioteca, sala 9: tecto da Sala das Paisagens

### O primeiro andar

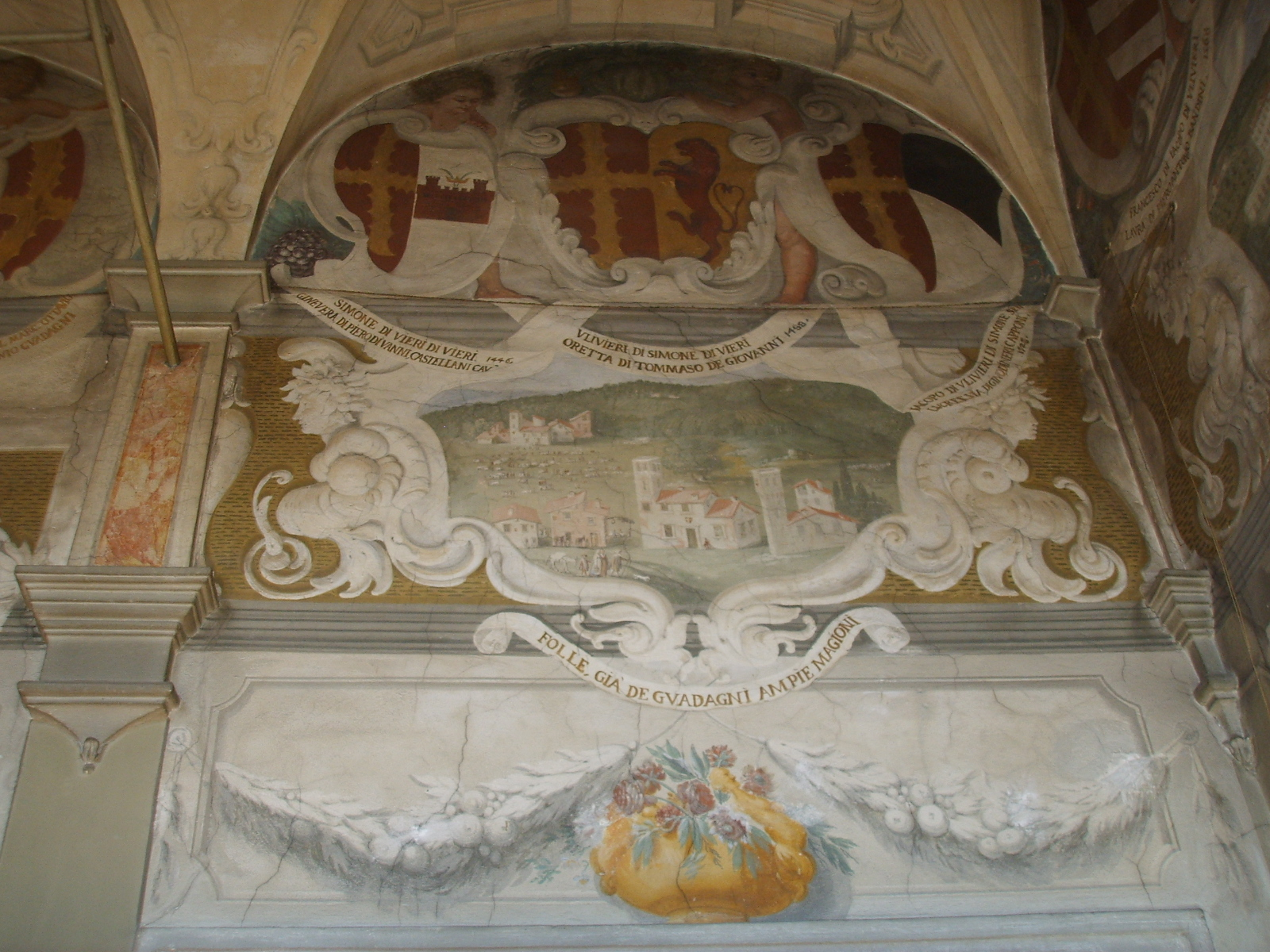
Afrescos da loggia.

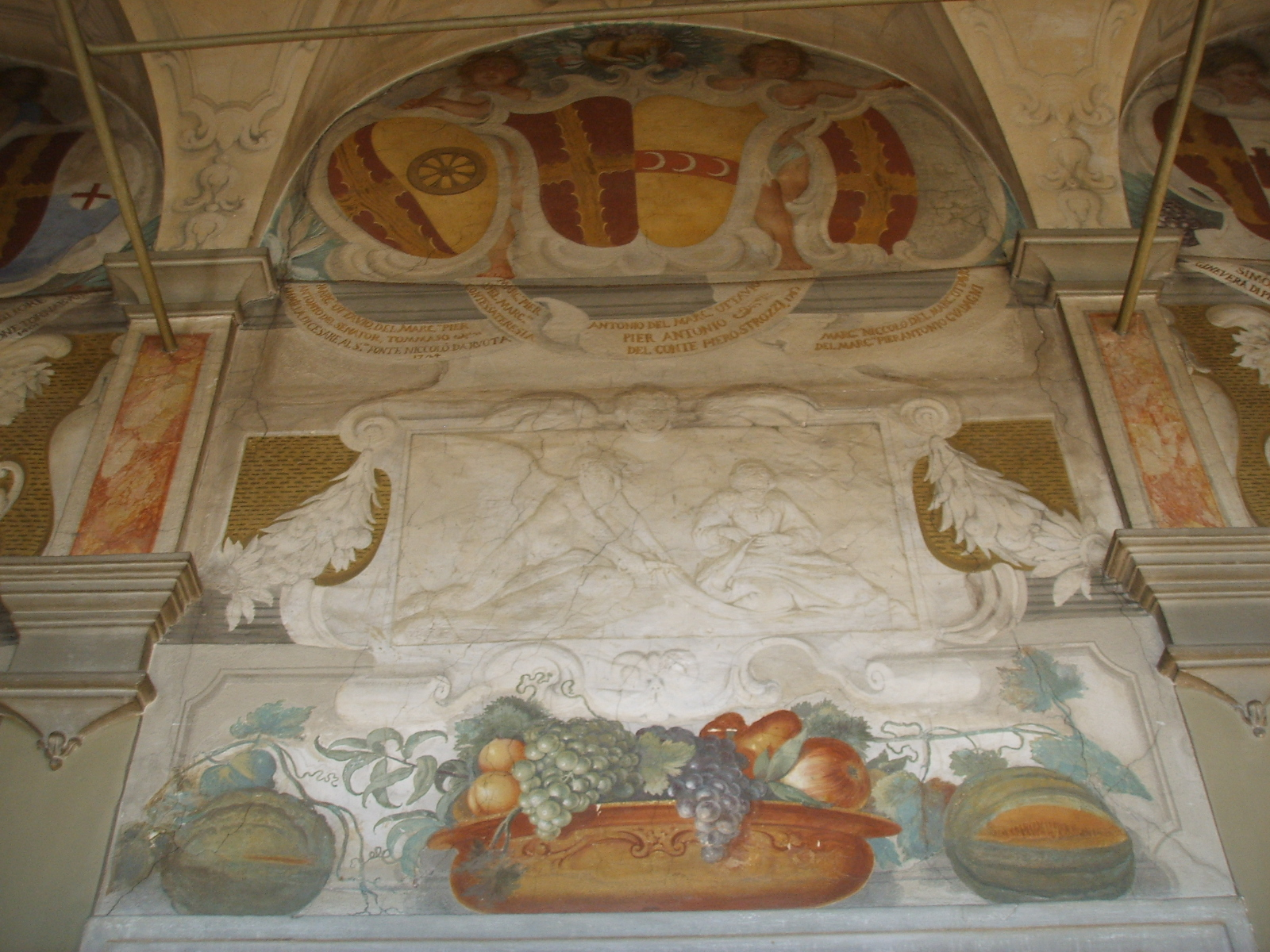
Detalhe da decoração da loggia.

Tendo a estrutura do palácio nascido para hospedar as suas salas principais no piso térreo, o primeiro andar está decorada duma maneira muito mais sóbria, com pinturas monocromáticas que simulam molduras e estuques em estilo neoclássico. 
Uma excepção é representada pela loggia voltada para o terraço, onde se encontra uma apologia à família Guadagni em chave heráldica: a partir da parede central, putti carregam os brasões dos membros da família, divididos em dois grupos, com os temas da família materna e paterna. Nas lunetas seguintes foram instaladas as representações dos outros antepassados, cada um com os próprios símbolos de família, até chegar a um quadro com todos os símbolos de nobreza do casal que habitava a casa. A representação é completada por vistas em "voo de pássaro" (volo d'uccello) das principais propriedades e domínios dos Guadagni, além de figuras de contorno como baixos relevos fingidos, frutos, animais, grinaldas, pássaros e flores.

## O jardim

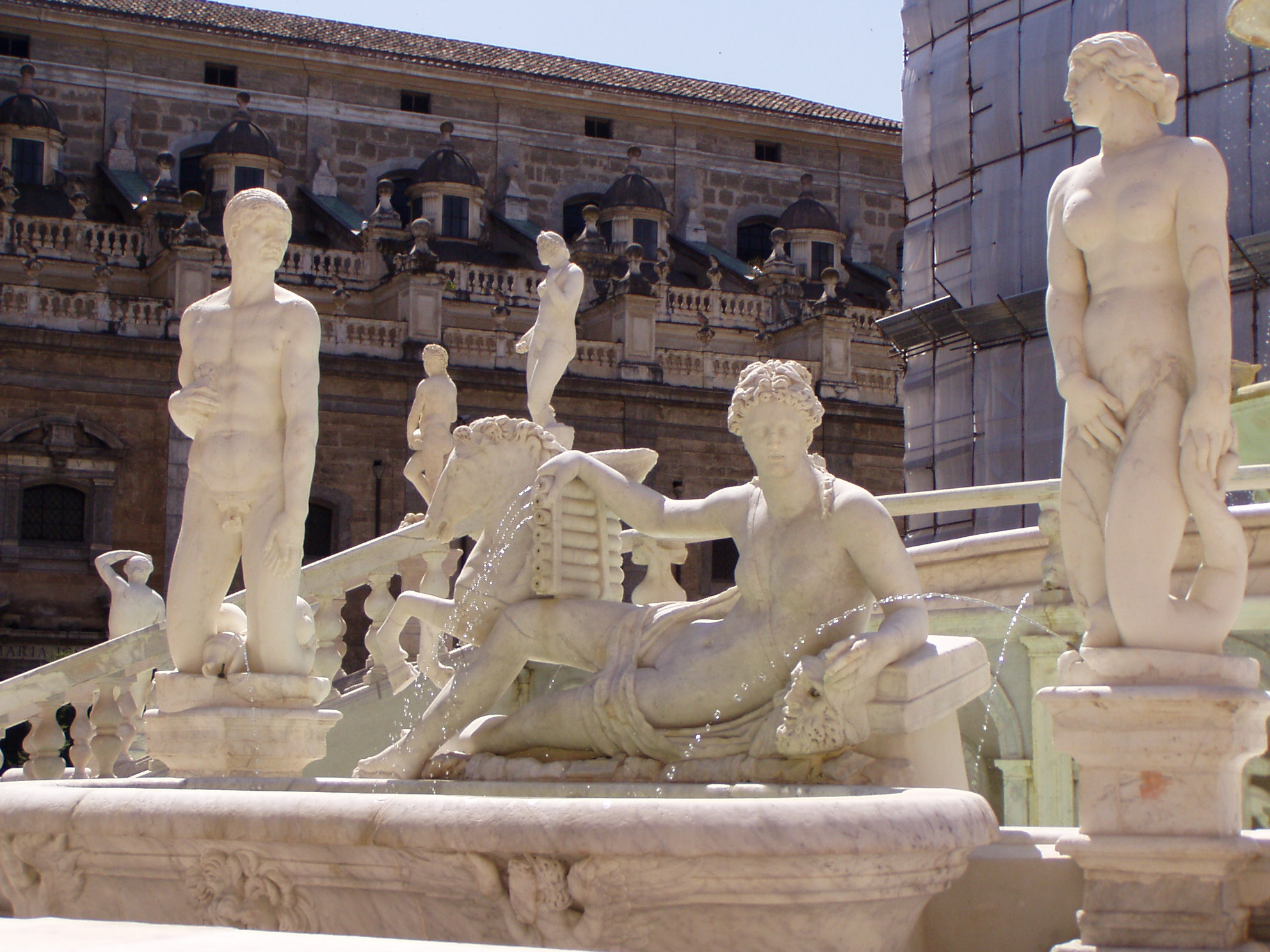
A Fonte Pretória, encomendada para o jardim do Palazzo di San Clemente, actualmente em Palermo.

Em meados do século XVI, Luís de Toledo realizou um grande jardim na área que se estendia da Via Gino Capponi à Via Lamarmora, que segundo Giorgio Vasari não tinha "par em Florença, nem talvez em Itália". 
Este jardim estava adornado desde 1554 pela magnífica Fonte Pretória, mandada construir por Dom Pedro de Toledo a Francesco Camilliani, discípulo de Baccio Bandinelli, e Michelangelo Naccherino. Adornada por um grande tanque circular de vários pisos, continha escadas balaustradas e um grande número de estátuas em tamanho natural, muito elogiadas por Vasari, particularmente atingido por uma personificação do rio Mugnone. O perímetro tinha 133 metros e a altua máxima 4.
Por outro lado, o jardim estava decorado por estátuas, bancos e duas vastas ragnaie (ou seja, zonas arborizadas onde se estendiam redes para apanhar pequenos pássaros), assinaladas por amplos caminhos. 
O jardim não teve uma vida longa; de facto, em 1573 a monumental fonte foi vendida, desmontada e enviada para Palermo (onde ainda hoje faz uma bela mostra de si, como se vê na imagem ao lado) e o terreno reconvertido para uso agrícola. Nos séculos seguintes foi parcialmente recriado, embora com um estilo mais sóbrio. 
Quando Florença foi capital do Reino de Itália (1865-1871), o jardim foi redimensionado por causa da nova configuração urbanística da zona. O estado actual mostra uma total carência de manutenção, seja das espécies arbóreas, seja dos adornos (estátuas, bancos, elementos de decoração). Uma pavimentação em asfalto, datada da década de 1970, cobriu o antigo prado situado frente à loggia lateral do piso térreo.